# Subte de Buenos Aires
El Subte de Buenos Aires es un sistema de tránsito rápido, conformado por una red de trenes subterráneos y una línea de tranvías llamada premetro, que sirve a la ciudad capital de Argentina. El primer tramo de esta red (Plaza de Mayo–Plaza Miserere) se inauguró en 1913, convirtiéndose en el metro bajo tierra número 13 del mundo y el primero de América Latina, el Hemisferio Sur y el mundo de habla hispana.

## Historia

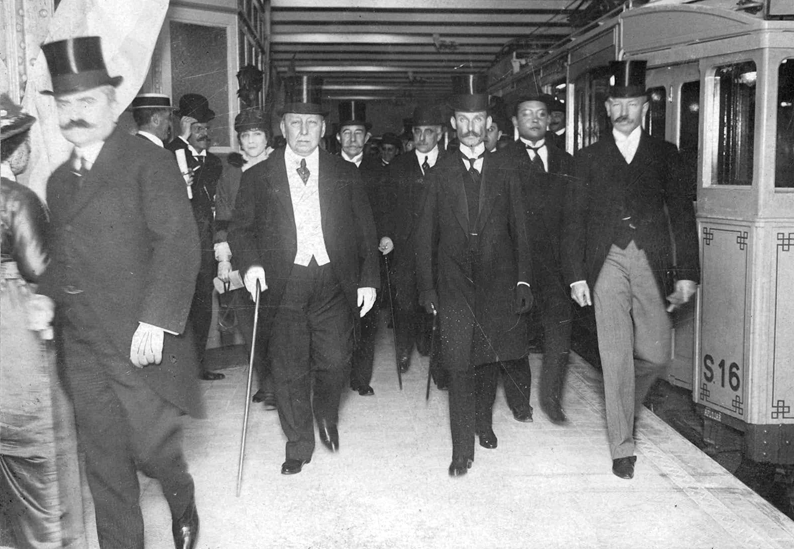
El vicepresidente Victorino de la Plaza inaugurando la Línea A

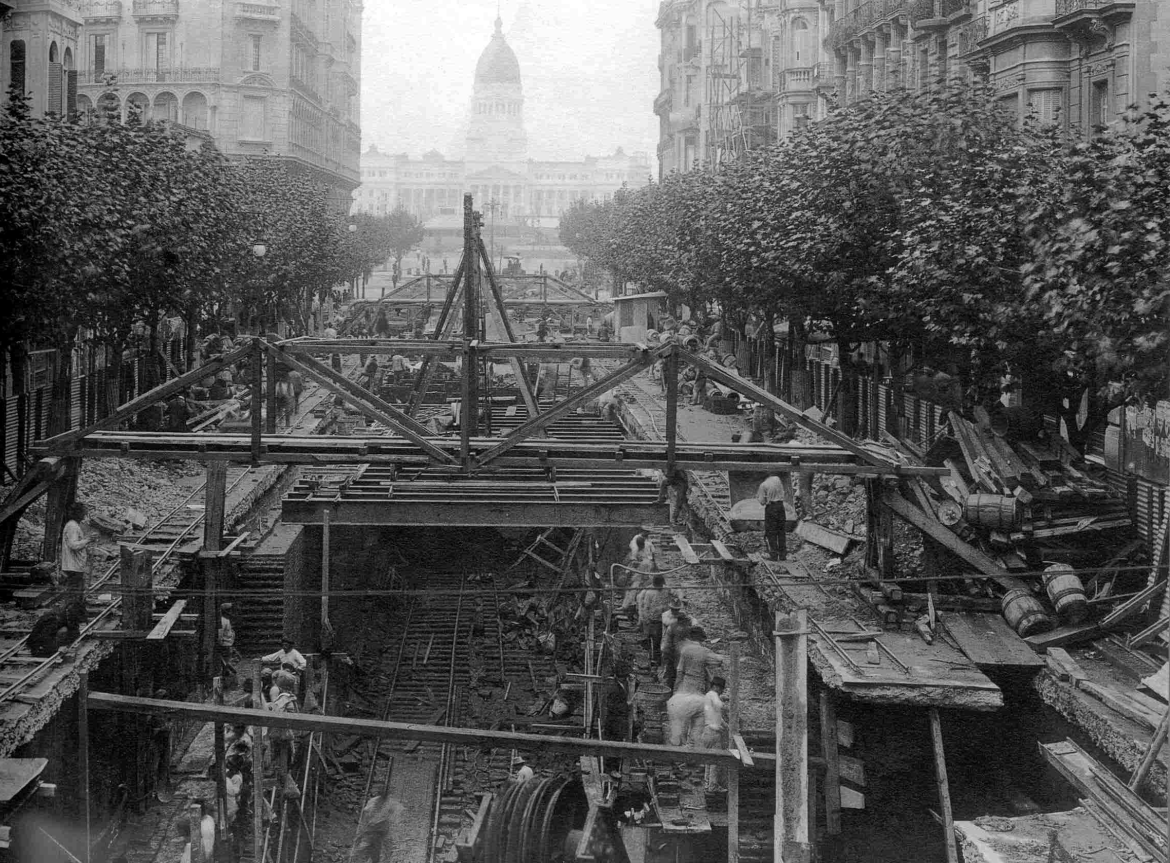
Construcción de la Línea A bajo la avenida de Mayo, en 1912

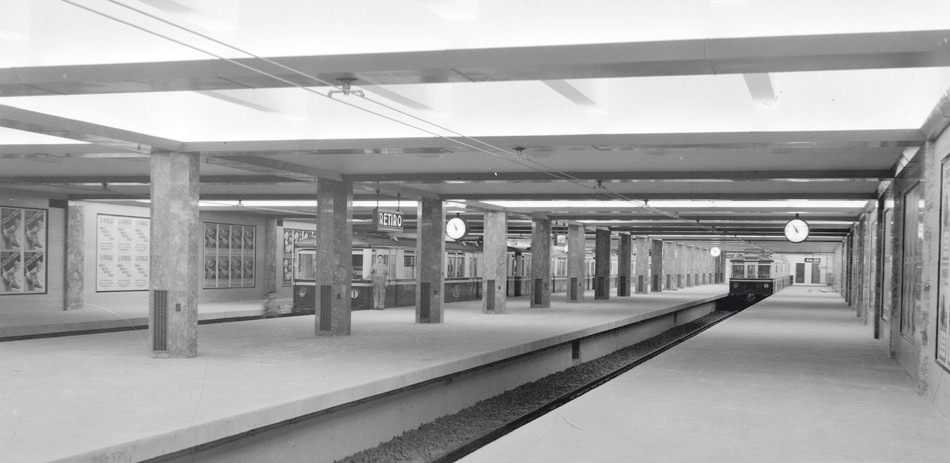
Retiro, cabecera de la Línea C, a comienzos de la década de 1940

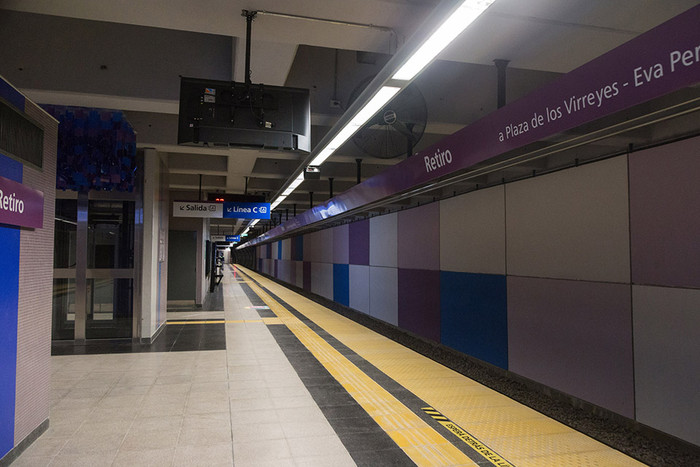
Retiro E, la mayor estación de la red.

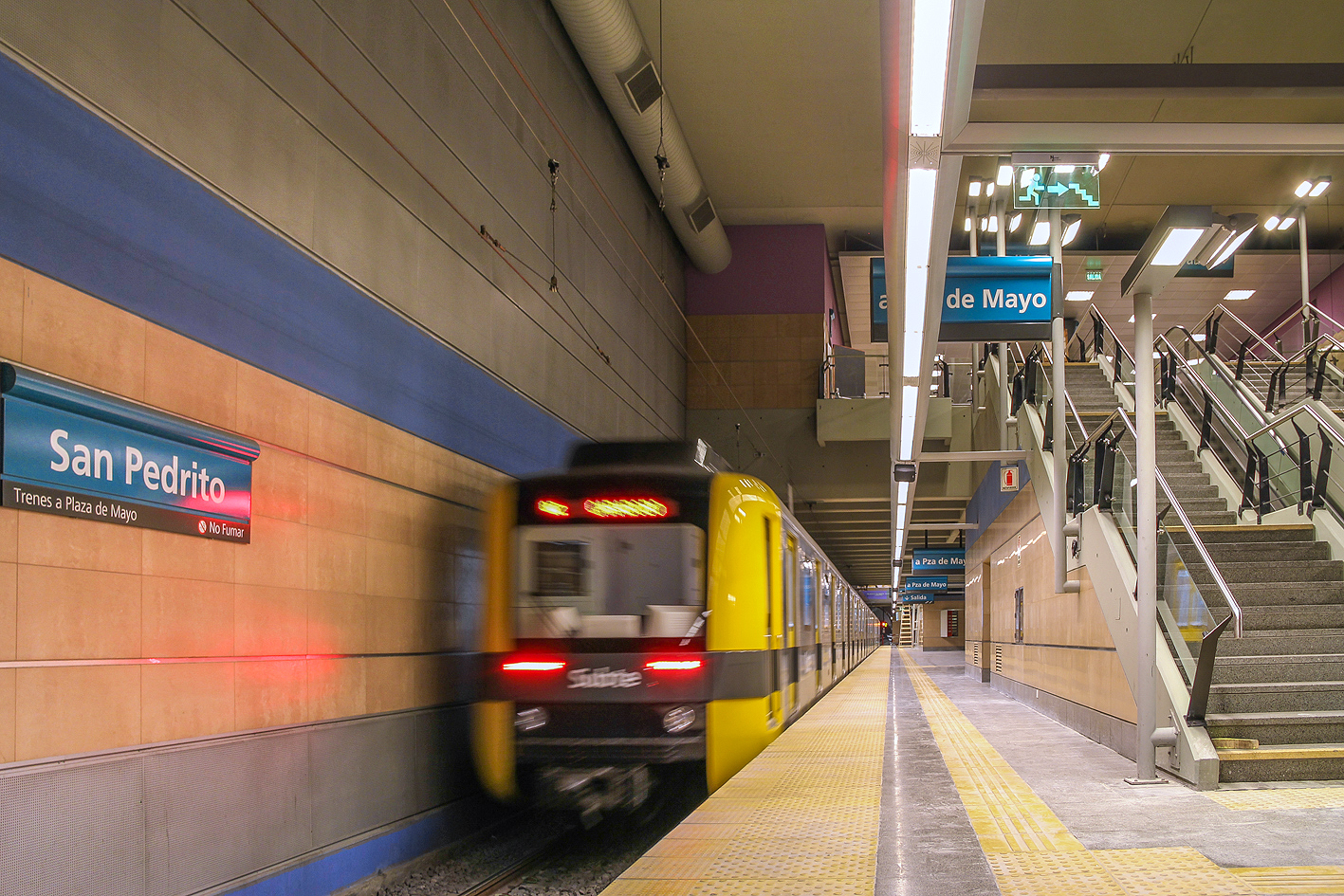
Una formación dejando la estación San Pedrito de la Línea A

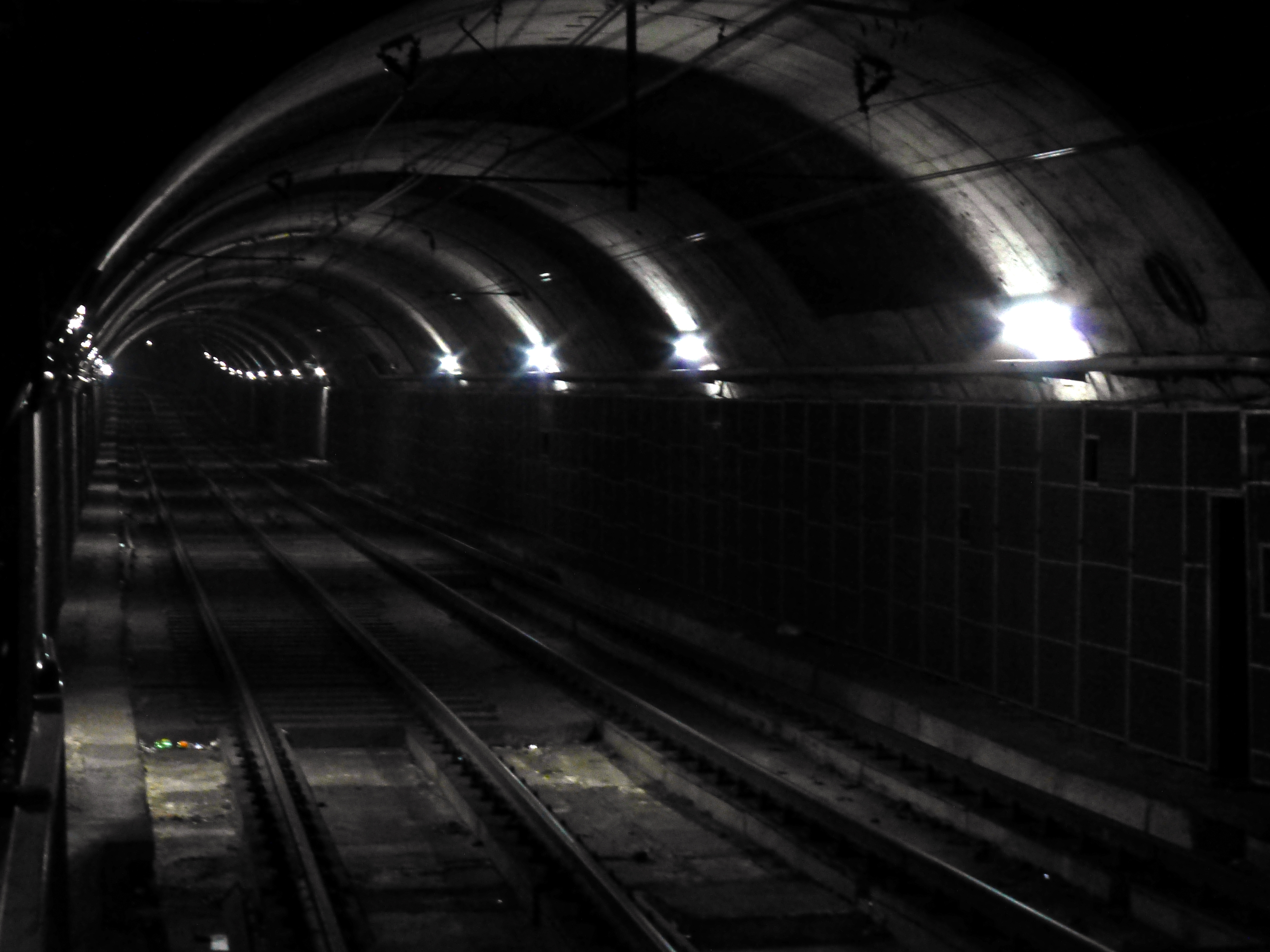
Túnel de la Línea D, a la altura de la estación Juramento.

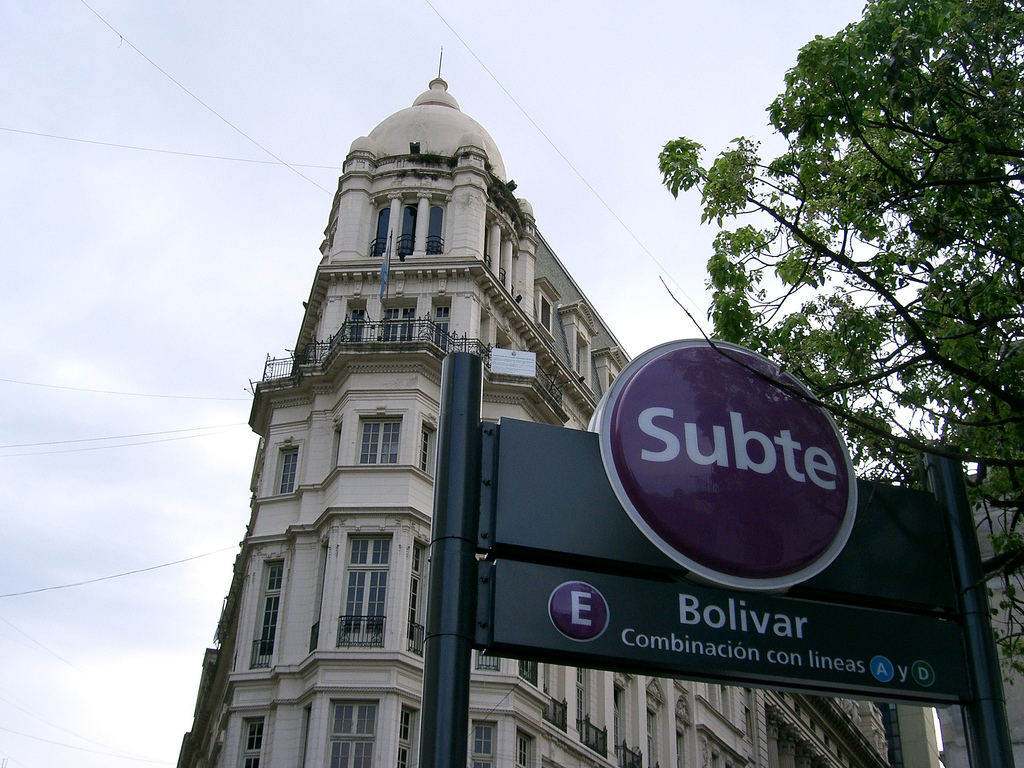
Señalética refaccionada entre 2006 y 2007, utilizada hasta 2014.

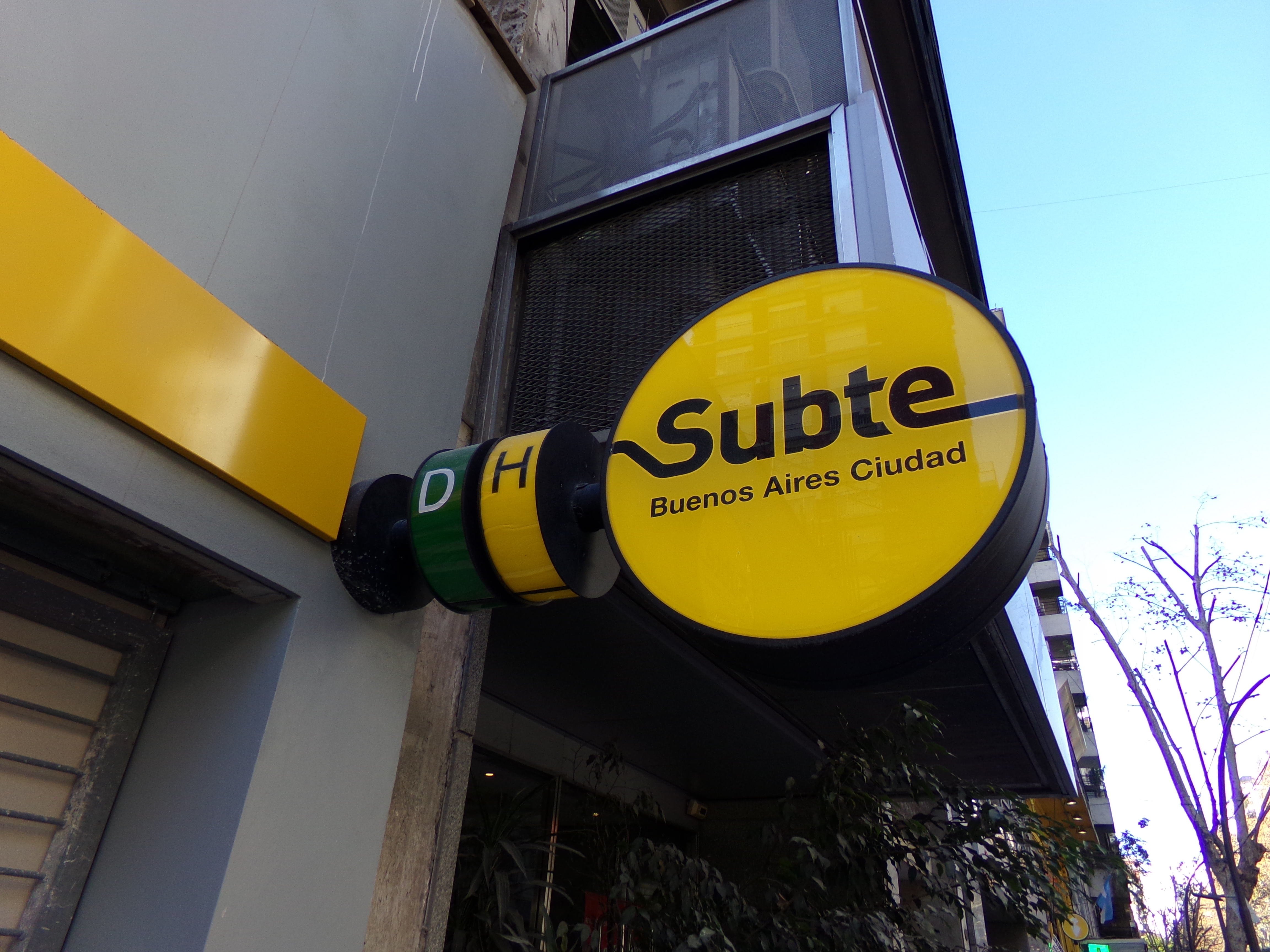
Nueva señalética en bocas de entrada al Subte.

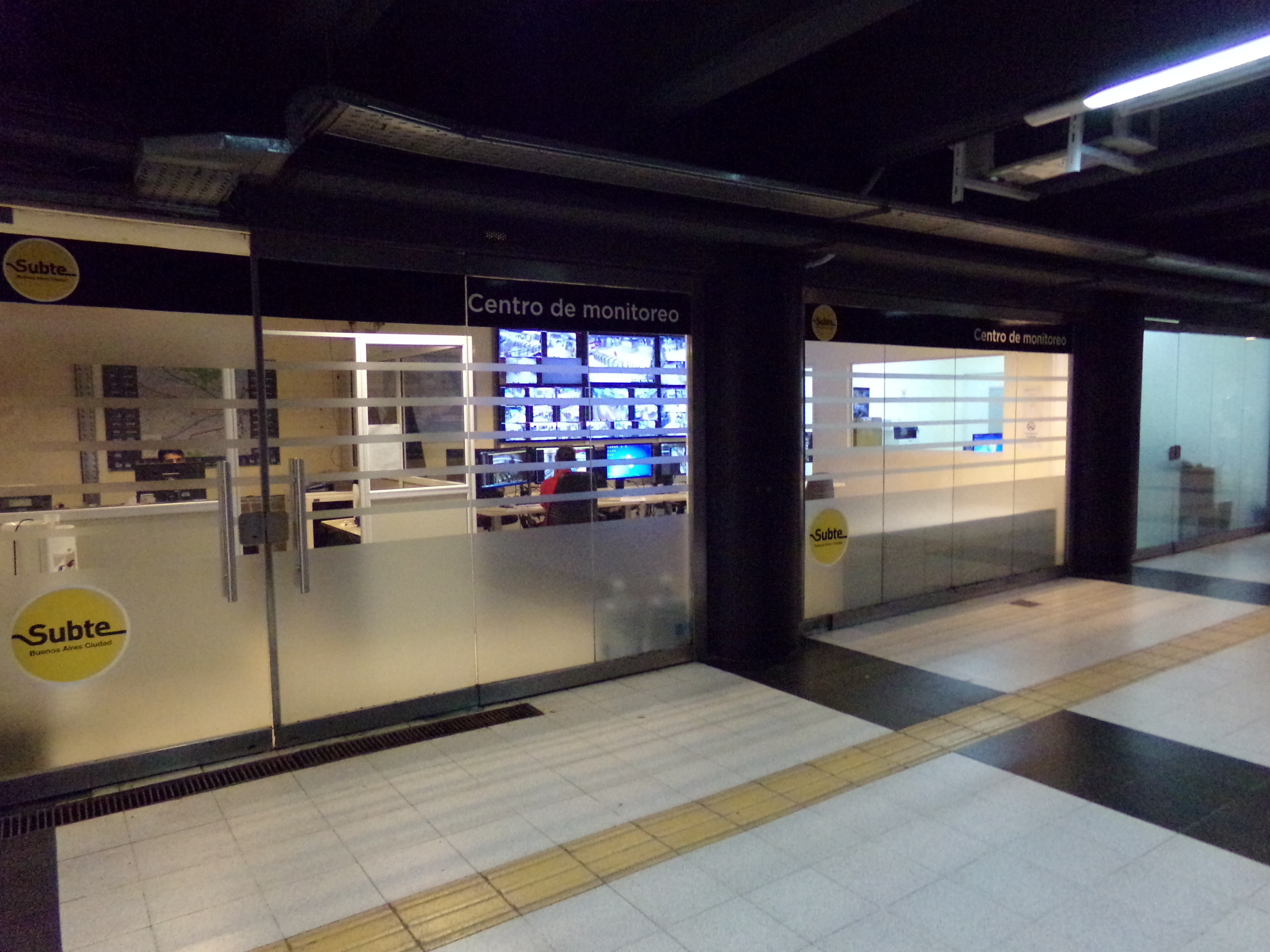
Centro de Monitoreo del Subte de Buenos Aires ubicado en el pasillo de combinación de las estaciones Independencia de las líneas C y E.

### Antecedentes
Los debates sobre la necesidad de construir un sistema de transportes subterráneos en Buenos Aires comienzan a fines del siglo XIX, en directa relación con el sistema de tranvías. Estos operaban desde 1870, y hacia el 1900 se hallaban en una crisis agravada por la monopolización de las empresas, proceso iniciado frente a la electrificación de este sistema. Fueron parte de una transformación más amplia de la ciudad. En 1886 se inauguró un sistema de aguas públicas en Buenos Aires. Para el centenario de independencia en 1910, se renovaron las Plazas de Mayo y del Congreso.
En ese contexto surgen las primeras propuestas y pedidos de concesión para la instalación de subterráneos: el primero, en 1886, cuando una casa comercial solicitó al Congreso de la Nación construir un «tranvía subterráneo» entre la Estación Central del Ferrocarril ―que se hallaba junto al ala norte de la Casa Rosada― y la Plaza Once. En 1889, Ricardo Norton solicitó la concesión por perpetuidad para instalar dos ferrocarriles subterráneos: uno desde la Estación Central hasta Plaza Lorea, y de allí hasta Once. El otro uniría Plaza Constitución con la intersección de Lima y avenida de Mayo. Estos dos ferrocarriles estaban planeados para tener doble vía y luz eléctrica. En este mismo año un tal Barrabino propuso al Concejo Deliberante de la ciudad construir un tranvía que circulase algunos tramos bajo tierra, pero el Ministerio del Interior le negó a la Intendencia la facultad de concesionar construcciones en el subsuelo de la Ciudad. Por este motivo, los proyectos posteriores se presentaron directamente al mencionado ministerio.
Cuando en 1894 se decidió emplazar el edificio del Congreso en su lugar actual, la idea del subterráneo resurgió, pues se buscó acortar el tiempo de viaje entre la Casa Rosada y el Congreso ―con el mismo fin también se había pensado en construir un tramway aéreo eléctrico que fuera por la avenida de Mayo―. Miguel Cané, quien fue Intendente de Buenos Aires entre 1892 y 1893, también expresó en 1896 la necesidad de construir un subterráneo similar al de Londres. Los distintos proyectos fueron caducando al no lograrse obtener capitales dada, según el mismo Miguel Cané, «la tibieza de los ingleses para dar los fondos necesarios a la obra».

### Inicios (1913-1939)
En 1909, la Compañía de Tranvías Anglo Argentina (CTAA) obtiene la concesión para construir cuatro líneas de ferrocarril subterráneo: la I correría entre Plaza de Mayo y Plaza Once, la II entre Retiro y Constitución, la III entre Plaza de Mayo y Belgrano y la IV entre Plaza Once y la plaza Primera Junta. La línea I fue inaugurada el 1 de diciembre de 1913, uniendo las estaciones de Plaza de Mayo y Plaza Miserere. El 1 de abril de 1914 se extendió hasta la estación Río de Janeiro y el 1 de julio se amplió hasta la estación Caballito, absorbiendo finalmente el trazado de la línea IV.
En 1912, la Compañía Lacroze Hermanos gana una concesión para construir otra línea de subterráneos que debería unir el Correo Central (Buenos Aires) y la intersección de las calles Triunvirato y Elcano, donde se encontraba el entonces Ferrocarril Central de Buenos Aires, hoy Ferrocarril General Urquiza. El Ferrocarril Terminal Central de Buenos Aires fue inaugurado el 17 de octubre de 1930, cubriendo entre Federico Lacroze y Callao, completándose su recorrido hacia el este hasta Leandro N. Alem al año siguiente.
Luego del crack de Wall Street de 1929, la CTAA se ve incapaz de llevar adelante la expansión de la red a través de la construcción de las líneas II y III. El 30 de julio de 1930 se otorga la concesión para cuatro nuevas líneas a la Compañía Hispano Argentina de Obras Públicas y Finanzas (CHADOPyF), una empresa con sede en Madrid y con experiencia en planificación de transporte ferroviario en su país. La línea 1 correría entre Retiro y Constitución, la 2 entre Plaza Constitución y Parque Chacabuco, la 3 entre Plaza de Mayo y Cid Campeador y la 4 entre San Cristóbal y Belgrano.
En 1933 comenzó la construcción de la línea 1, la cual fue abierta al público al año siguiente uniendo las estaciones Constitución y Diagonal Norte. El trazado se completó en 1937, llegando los trenes a la estación Retiro. En paralelo, en 1935 comenzó la construcción de la línea Plaza de Mayo - Belgrano, que resultó de la fusión entre las líneas 3 y 4 originales. En 1937 fue habilitado el tramo entre las estaciones Florida (hoy Catedral) y Tribunales, y al finalizar el año siguiente la línea ya llegaba hasta Plaza Italia. Además, en 1938 comenzaron las obras para la construcción de la línea 2 entre Constitución y General Urquiza, finalizadas al año siguiente pero no inauguradas.

### Estatización (1939-1963)
En febrero de 1939, comenzó a funcionar la Corporación de Transportes de la Ciudad de Buenos Aires (CTCBA), compuesta por capitales privados y estatales. Esta corporación, fundada por presión de los capitales británicos y en el marco del Pacto Roca-Runciman, tenía la función de consolidar los subterráneos y también los tranvías, ferrocarriles, colectivos y ómnibus. Ya en 1941, con todas las líneas subterráneas en manos de la Corporación, se produjo la unificación de su nomenclatura según la fecha de inauguración de cada línea. Así, la línea I de la CTAA sería la línea A, el Ferrocarril Terminal Central de Buenos Aires de los hermanos Lacroze la línea B, la línea 1 de la CHADOPyF la línea C, la resultante de la fusión de las líneas 3 y 4 de la CHADOPyF la línea D y la aún no inaugurada línea 2 de la CHADOPyF sería la línea E.
En febrero de 1940, la CTCBA inauguraría la estación Palermo de la línea D, que había sido construida por la CHADOPyF. En junio de 1944, haría lo propio con la línea E, uniendo Constitución y General Urquiza. Meses más tarde, se extendería hasta Boedo haciendo uso de un apeadero provisorio cuyo uso se extendería durante 16 años. Más allá de estas inauguraciones, la expansión del subterráneo se paralizó totalmente, pues el objetivo principal de la Corporación no era el de ampliar el sistema, sino el de "racionalizarlo".
Por las importantes deudas que poseía la Corporación, el 1° de octubre de 1948 se dispuso su liquidación, poniendo fin a sus 12 años de existencia. Finalmente, la empresa pasa a depender del Ministerio de Transportes de la Nación, que crea la Administración General de Transportes de Buenos Aires (AGTBA), que empezó a funcionar en 1952 y cuyo objetivo era entregar la prestación de los servicios de transporte a concesionarios privados. En 1961 fueron privatizados los ómnibus y suprimidos los tranvías y trolebuses, quedando únicamente la red de subterráneos se mantenía bajo la órbita del Estado Nacional.
Paralelamente, en 1957, el Estado se concentra en reiniciar las obras de expansión del Subterráneo. Para ello inicia la construcción de un túnel entre la estación San José y la Plaza de Mayo, con el objetivo de redirigir la Línea E. Esta obra resultaba indispensable, ya que por aquel entonces el tráfico de la línea E era casi nulo. En el otro extremo de la línea, se reinician los trabajos para la finalización de la estación Boedo y comienza la construcción de la siguiente estación, Av. La Plata.

### Subterráneos de Buenos Aires (1963-1994)
La AGTBA fue liquidada en 1963 y el Estado la reemplazó por otra entidad pública, la empresa Subterráneos de Buenos Aires (SBA). Tras varios años en obra, el 24 de abril de 1966, la línea E comienza a funcionar entre las estaciones Av. La Plata y Bolívar, siendo ésta la primera prolongación de la red desde 1944. Tres años más tarde, en 1969, comienzan las obras para prolongar su recorrido hacia el oeste hasta la estación José María Moreno, inaugurada en junio de 1973. Pese a la ampliación y al cambio de traza, la Línea E seguía siendo la que menos pasajeros transportaba.
En 1976, tras un golpe de Estado, asume el poder en Argentina la última dictadura militar. El nuevo gobierno entiende que el tráfico automotor es uno de los principales problemas que afronta la Capital Federal y por esta razón se diseña un amplio Plan de Autopistas Urbanas y se plantea la remodelación y ampliación de la anticuada Red de Subterráneos. Dicho plan también contemplaba el traspaso de los subtes al ámbito local para su posterior privatización. Siguiendo estos lineamientos, en 1977, el gobierno asigna a SBA el carácter de una empresa con amplia autonomía, constituyéndose así su carácter como Sociedad del Estado, y en 1979, su paquete accionario es transferido a la Municipalidad de la Ciudad de Buenos Aires.
Durante estos años se incorpora nuevo material rodante y se inicia la expansión de las líneas existentes. En 1976 se adjudica la prolongación de la Línea D hacia el oeste hasta la intersección de las avenidas Dorrego y Cabildo donde se levantaría el Centro de Transferencia “Gral. Savio” con el Ferrocarril Mitre, hoy Estación Ministro Carranza. En 1977, se inician los trabajos para la extensión de la Línea E hacia el oeste hasta la Av. Lafuente bajo la traza de la futura Autopista 25 de Mayo (AU1), como parte del Plan de Autopistas Urbanas. El proyecto preveía la construcción de cuatro nuevas estaciones: Emilio Mitre, Medalla Milagrosa, Varela y Plaza de los Virreyes. En 1981, se publica el Plan Municipal de expansión de la red de subte, que contemplaba:
- Extensión de la Línea A hacia el oeste hasta Plaza Flores.
- Extensión de la Línea B hacia el noroeste hasta la estación Drago, corriendo por debajo de la Autopista Central (AU3) del Plan de Autopistas Urbanas.
- Extensión de la Línea C hacia el norte, hasta los tribunales de Retiro.
- Extensión de la Línea E hacia el suroeste hasta Av. Lacarra, corriendo por debajo de la Autopista 25 de Mayo (AU1) y hasta la Autopista Perito Moreno (AU6) del Plan de Autopistas Urbanas.
- Absorción del trazado de la línea D por parte de la línea E, que recorrería entonces desde la estación Lacarra hasta la estación Palermo.
- Construcción de una nueva Línea G, que iría desde el barrio de Núñez hasta el Partido de Avellaneda, pasando por la estación Palermo de la Línea D y por Plaza de Mayo.
- Construcción de una nueva Línea J, que iría desde la estación Plaza de Mayo hasta la intersección de las avenidas San Martín y Juan B. Justo, corriendo por debajo de la Av. Leandro N. Alem, la Av. Santa Fe, la calle Pasteur, la Av. Díaz Vélez y la Av. San Martín.

Sin embargo las crisis de 1980 y 1982 provocaron que los trabajos se estancaran, y las obras de ampliación no prosperasen.
En 1985, ya bajo el gobierno de Raúl Alfonsín, se aprovecharon convenios y subsidios internacionales para continuar la Línea E hasta la zona sur del barrio de Flores, que a su vez sería conectada con una red de Premetro: un servicio de tranvía moderno que uniría la terminal del subterráneo con los conjuntos habitacionales del extremo sudoeste de la Capital. En octubre de 1985 se pone en circulación un servicio de lanzadera entre José María Moreno y Varela, y el año siguiente la Línea E es extendida hasta Plaza de los Virreyes.
En paralelo, se reactivaron las obras de extensión de la Línea D hasta General Savio, renombrada como Ministro Carranza a modo de homenaje por la muerte, el 8 de febrero de 1986, del Ing. Roque Carranza. El 29 de diciembre de 1987 se inauguró un servicio de lanzadera hasta un apeadero provisorio, que funcionaría durante 6 años. Ese mismo año, SBA planificó, aprobó y licitó la construcción de una nueva estación a ubicarse en la intersección de las avenidas Cabildo y Federico Lacroze, hoy estación Olleros. Sin embargo, las obras vieron muy poco avance hasta octubre de 1990. Finalmente, en 1993 se inauguró la estación definitiva Ministro Carranza, siendo ésta la última obra llevada a cabo por SBA antes de la concesión privada de los servicios.

### Concesión del servicio (1994-Actualidad)
La administración pública dejaba para la posteridad innumerables planes y propuestas, aunque pocas realizaciones concretas. En 1990, el Poder Ejecutivo Nacional dispuso mediante el decreto 2074/90, firmado por el presidente Carlos Saúl Menem, la concesión de explotación de los servicios prestados por Subterráneos de Buenos Aires S.E. por 20 años (prorrogable por períodos sucesivos de 10 años) e incluyendo la operación del Ferrocarril General Urquiza. La concesión incluiría la posibilidad de aumento de tarifas por motivos de mejora de servicio o por motivos inflacionarios, pero no la extensión de las líneas, cuya planificación y ejecución quedarían a cargo del gobierno de la Ciudad a través de Subterráneos de Buenos Aires.
Cada postulante debía presentar tres juegos de sobres: el N.º 1 debía incluir los antecedentes de la empresa, el N.º 2-A debía contener el plan empresarial y el rol del operador extranjero en la organización y el N.º 2-B las diferentes ofertas económicas. El 5 de junio de 1992 fue la fecha en que se estipuló la recepción de las propuestas, y se presentaron las siguientes empresas o consorcios: Benito Roggio y otros, Ferrometro Argentino, Metrobaires, Pardo, Rabello y otros y Traimet. La concesión fue otorgada al consorcio formado por Benito Roggio e hijos S.A., Cometrans S.A., Burlington Northern RR. Co., Morrison Knudsen Corporation Inc. y S.K.F. SACCIFA, quienes formarían la empresa Metrovías. El traspaso efectivo de la red se realizó el 1 de enero de 1994, cuando la empresa tomó el control de la explotación del servicio.
Mientras tanto, la extensión de la red de subterráneos vio escasos avances por sus escasas partidas presupuestarias. La prolongación de la Línea D hacia Belgrano ya llevaba ocho años prácticamente sin avanzar. El nuevo impulso para extender la red lo daría en 1996 Fernando de la Rúa, el primer Jefe de Gobierno de la naciente Ciudad Autónoma de Buenos Aires, quien llamó a licitación para levantar cuatro nuevas estaciones: Olleros, José Hernández, Juramento y Congreso de Tucumán. Dichas estaciones se inauguraron consecutivamente entre los años 1997 y 2000. En paralelo, en noviembre de 1999 comenzó la expansión de la línea B hasta la Av. de los Incas.
El 24 de octubre de 2000 el Gobierno de la Ciudad, dirigido ya por Aníbal Ibarra, adjudicó la construcción de una nueva línea H (Retiro - Nueva Pompeya), comenzando por el sector “B” (Once - Parque Patricios). Las obras de esta nueva Línea comenzaron en abril de 2001. Mientras tanto, avanzaban los trámites para adjudicar la ampliación de la Línea A hasta la Av. Nazca, en el barrio de Flores.
El 8 de noviembre de 2001 la Legislatura sancionó la Ley N.º 670 de Subtes. Según se esperaba, la red de subterráneos alcanzaría en 2010 una longitud total de 100 km, contemplando la ampliación de la red existente y la construcción de tres líneas nuevas: la F (Palermo - Barracas), la G (Retiro - Agronomía) y la I (Núñez - Parque Chacabuco). La novedad, era que por primera vez, un plan de expansión contaba con fuerza de Ley.
Con la Crisis de 2001 las obras se ralentizaron pero no llegaron a paralizarse. El 9 de agosto de 2003 se inauguraron las estaciones Tronador y Los Incas de la línea B. El año siguiente se iniciaron las obtras para la prolongación de la línea B hasta la Av. Monroe, para alcanzar la cercanía con el Ferrocarril Mitre, y de la línea A hasta el barrio de Flores, con cuatro nuevas estaciones. En 2006 se iniciaron los trabajos de extensión hasta la Av. Corrientes de la línea H, cuyo primer tramo (Once - Caseros) recién sería inaugurado en octubre de 2007. En el año 2008 se inauguraron las estaciones Puan y Carabobo, extendiendo la línea A hasta la Av. Carabobo, y en los años 2010 y 2011 se inauguraron las estaciones Corrientes y Parque Patricios de la línea H, nuevas cabeceras norte y sur, respectivamente.
En 2012, mediante la Ley N.º 4472, se traspasó el Subte al Gobierno de la Ciudad de Buenos Aires y se estableció a SBASE como autoridad de aplicación de la ley con la responsabilidad de administrar la infraestructura del sistema, su mantenimiento, desarrollo y los sistemas de control de operación del servicio, continuando Metrovías como la concesionaria del servicio.
Luego del traspaso de la red al Gobierno de la Ciudad Autónoma de Buenos Aires, se efectuó en el verano del año 2013 un reacondicionamiento integral de la Línea A, para lo cual se la mantuvo cerrada durante dos meses. Se renovó la flota, reemplazando los coches La Brugeoise, construidos durante la década de 1910 en Bélgica, por unidades de origen chino, fabricados por la compañía CNR Corporation, los cuales serían los primeros en disponer de aire acondicionado en toda la red. Para ello fue necesario modificar la tensión de la red, y también se hicieron tareas de mantenimiento e intervenciones artísticas en las estaciones.
Desde entonces, la red incorporó doce estaciones nuevas:
- En mayo de 2013, Hospitales, nueva cabecera sur de la Línea H.
- En julio de 2013, Echeverría y Juan Manuel de Rosas, completando la expansión hacia el oeste de la Línea B hasta el Ferrocarril Mitre.
- En septiembre de 2013, San José de Flores y San Pedrito, completando la expansión de la Línea A hacia el barrio de Flores.
- En diciembre de 2015, Córdoba y Las Heras, expandiendo la línea H hacia el norte.
- En julio de 2016, Santa Fe de la línea H, intermedia entre las dos anteriores.
- En mayo de 2018, Facultad de Derecho, nueva cabecera norte de la Línea H.
- En junio de 2019, Correo Central, Catalinas y Retiro, llevando la Línea E hacia las terminales de los ferrocarriles Mitre, Belgrano Norte y San Martín.

Luego de varias prórrogas a la concesión de Metrovías, comenzó en el año 2018 el proceso licitatorio para la selección del siguiente concesionario. Se recibieron tres ofertas: RATP Dev y Alstom, Keolis y otros y Benito Roggio Transporte, este último asociado con la anterior concesionaria. Entre finales de 2019 y principios de 2020, los dos primeros consorcios anunciaron su retiro, alegando cambio significativos en las expectativas macroeconómicas del país, quedando el último como único oferente. A partir del 1 de diciembre de 2021 se hizo cargo de la concesión del servicio la empresa Emova Movilidad, perteneciente al grupo Benito Roggio Transporte.

#### Horarios nocturnos
En 1913, la Línea A funcionaba hasta después de la una de la madrugada con una frecuencia de cuatro minutos. Durante muchos años los subtes funcionaron hasta esas horas, pero cuando el servicio fue privatizado en 1994, la concesionaria Metrovías redujo el horario aduciendo que necesitaba tener la red cerrada durante más tiempo para realizar obras de «modernización». Sin embargo, el horario nunca fue restituido al de antes de realizar esas obras. La red en la actualidad cierra sus líneas entre las 23 y 23.30 horas y las reabre a partir de las 5.30 de la mañana.

#### Paro de actividades histórico
Desde el viernes 3 de agosto a las 21:00 horas hasta el lunes 13 de agosto de 2012 inclusive, por conflictos gremiales entre metrodelegados y la empresa concesionaria del servicio, sumado al enfrentamiento entre el Gobierno Porteño de Mauricio Macri y el Nacional de Cristina Fernández por el manejo del sistema, se produjo un paro de actividades en todas las líneas que duró diez días. Este cese fue el más largo de todos los que sufrió el servicio desde que nació (es frecuente que los subtes hagan paros sorpresivos o con previo aviso pero la duración de estos nunca superó los tres días) y se reanudó el martes 14 de agosto sin inconvenientes.

### Expansión de la red a través del tiempo

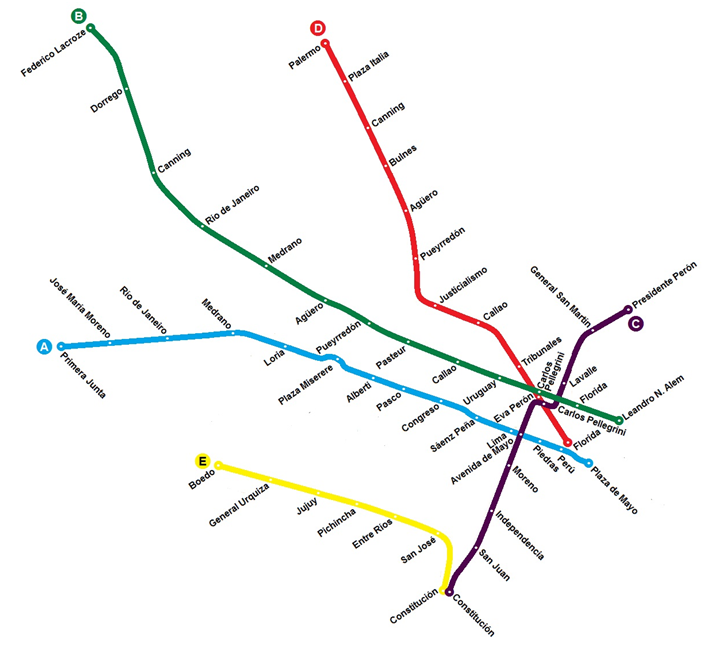
La red en 1955. Se observan los nombres de las estaciones en esa época.
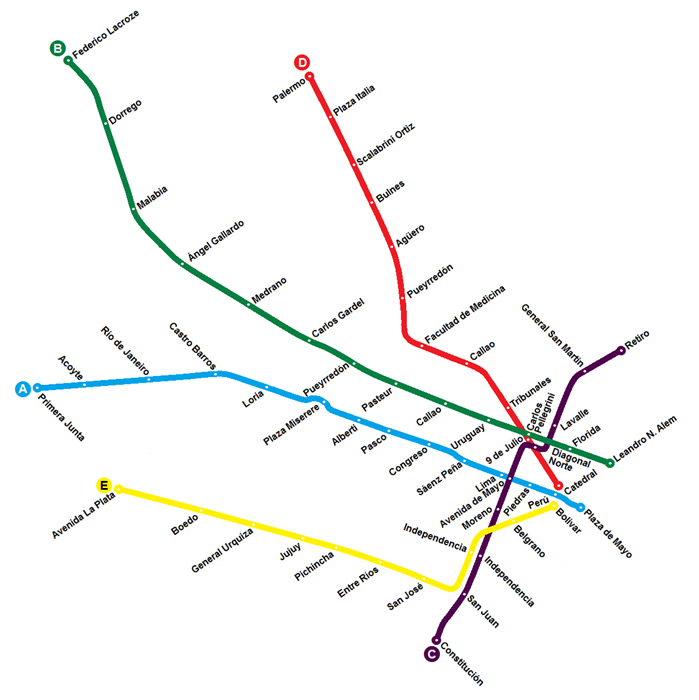
La red en 1966, con el cambio de traza de la Línea E a Bolívar y su extensión a Av. La Plata.
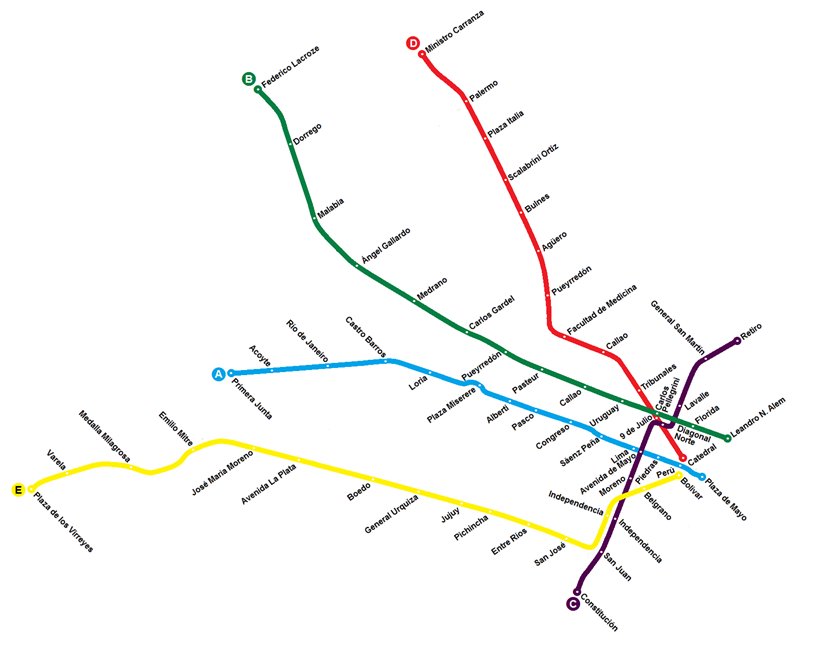
La red alrededor de 1987, con el esquema de colores impuesto por SBASE y las extensiones de las líneas D y E.
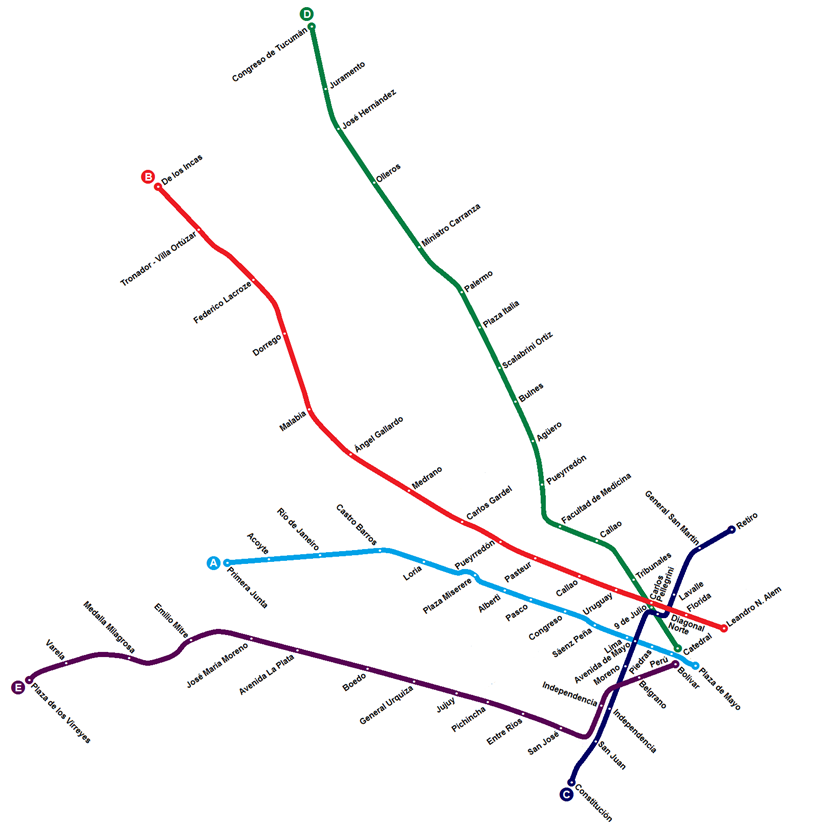
La red en 2003, con el nuevo esquema de colores impuesto por Metrovías y las extensiones de las líneas B y D.
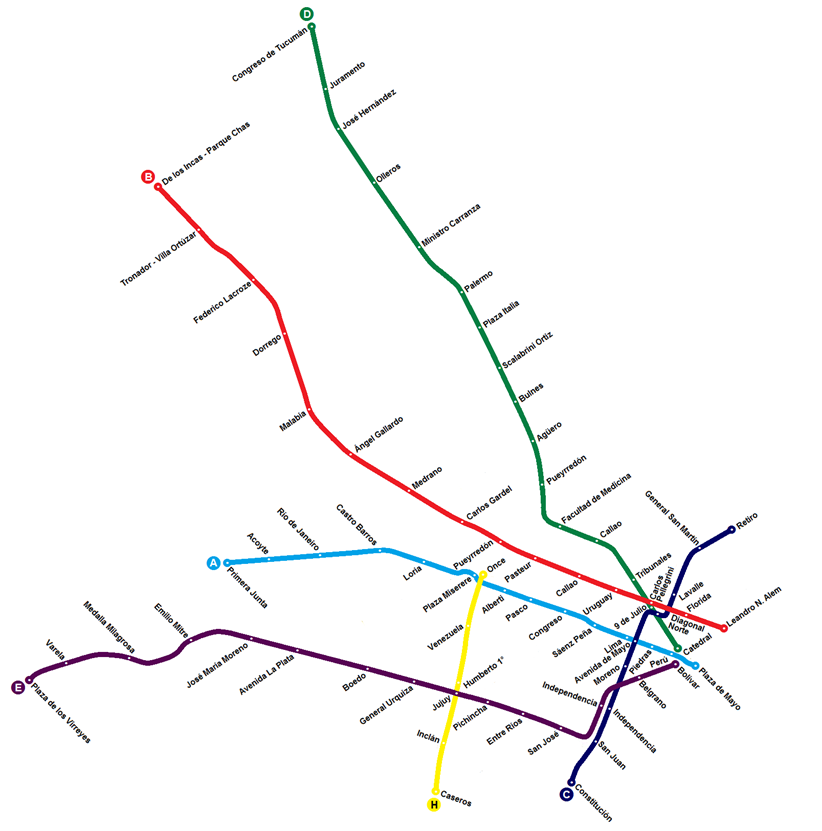
La red en 2007, con el primer tramo de la línea H inaugurada.
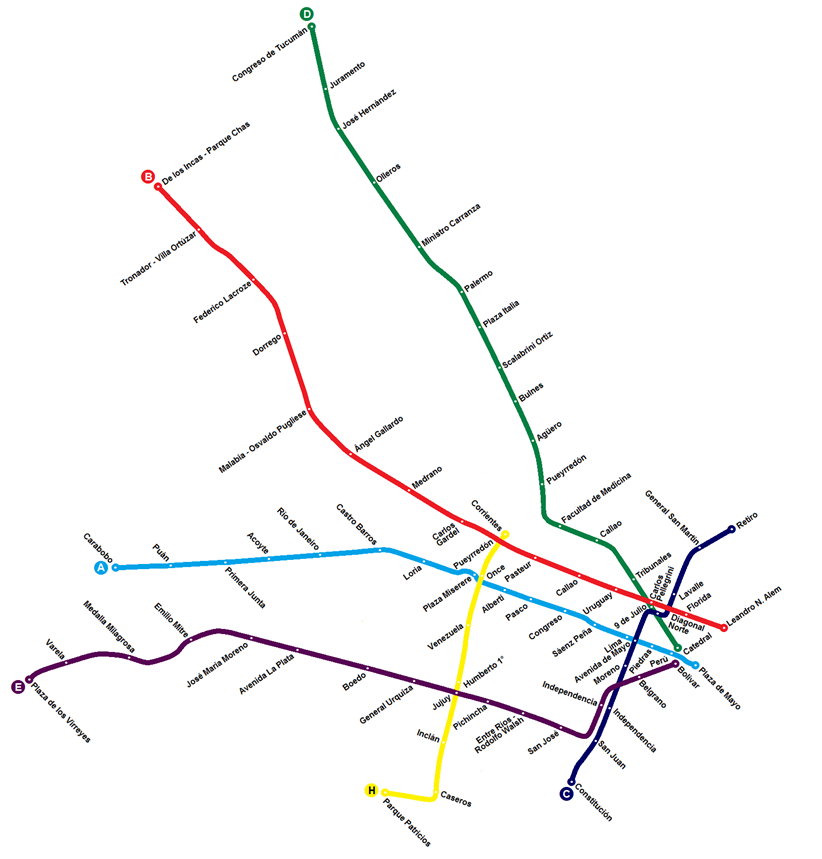
La red en 2011, con las extensiones de las líneas A y H.
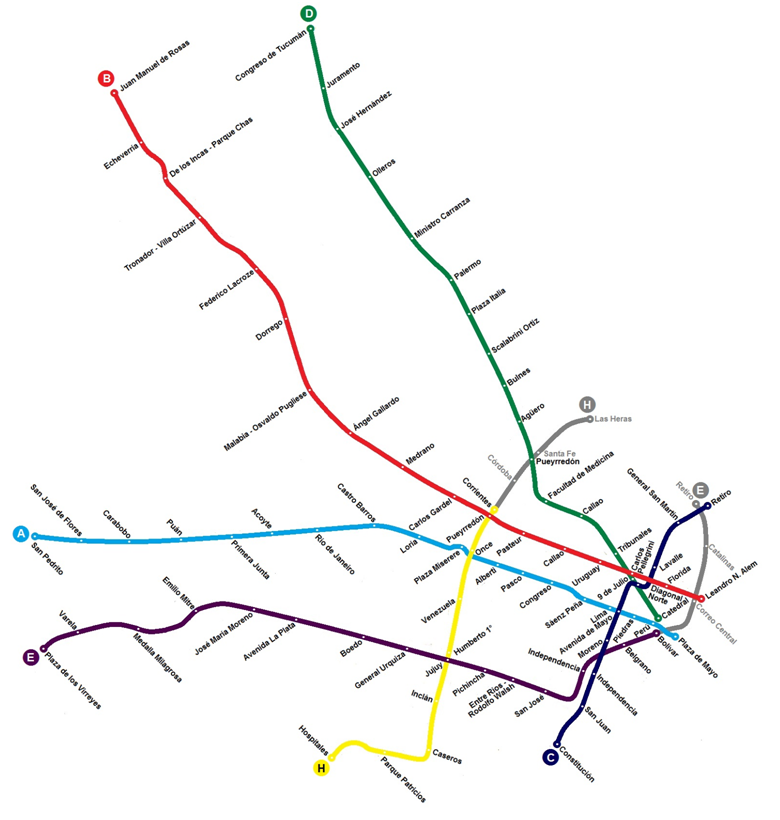
La red en agosto de 2014, con las secciones en obra marcadas en color gris.
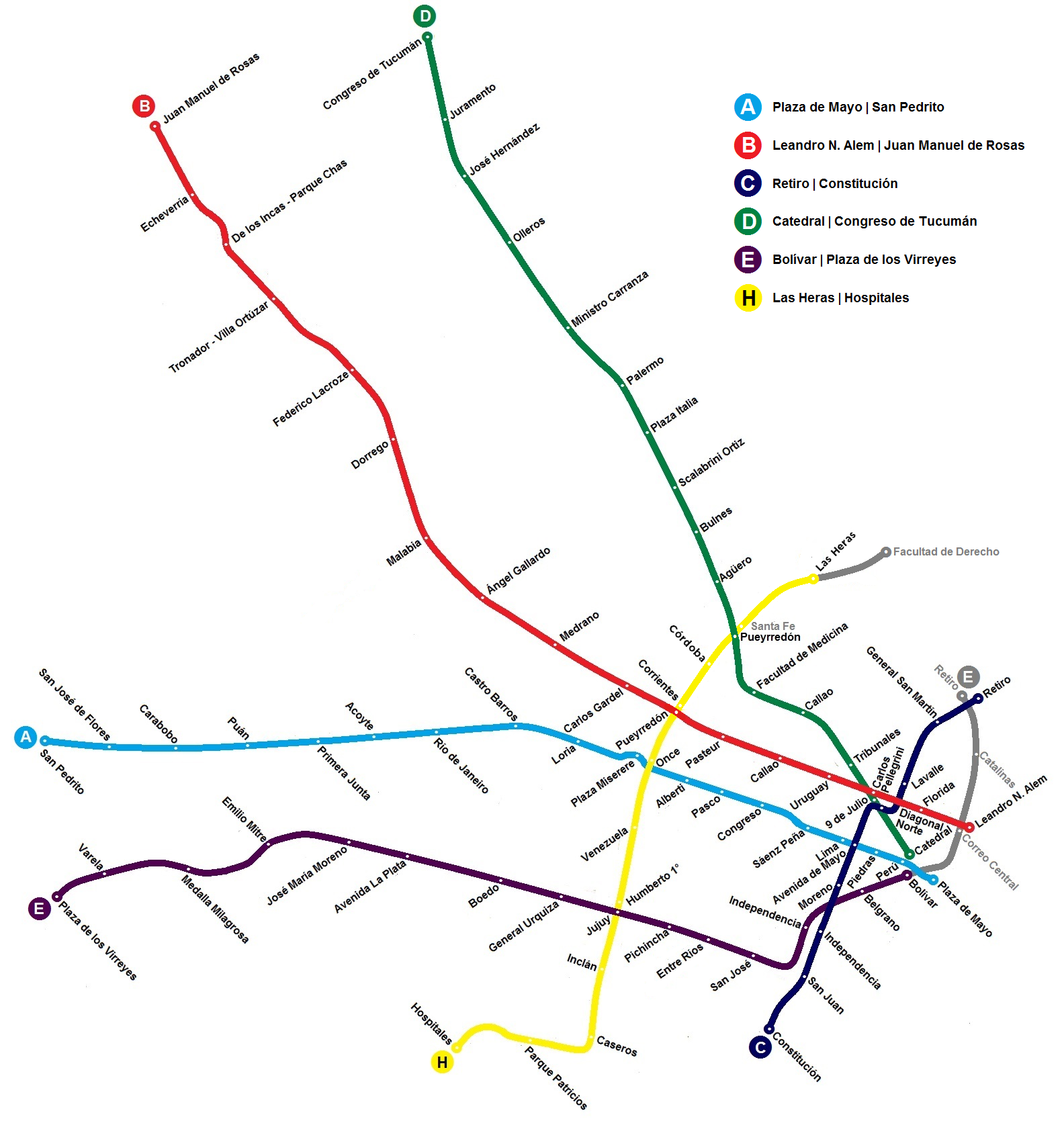
La red en diciembre de 2015, con las secciones en obra marcadas en color gris.
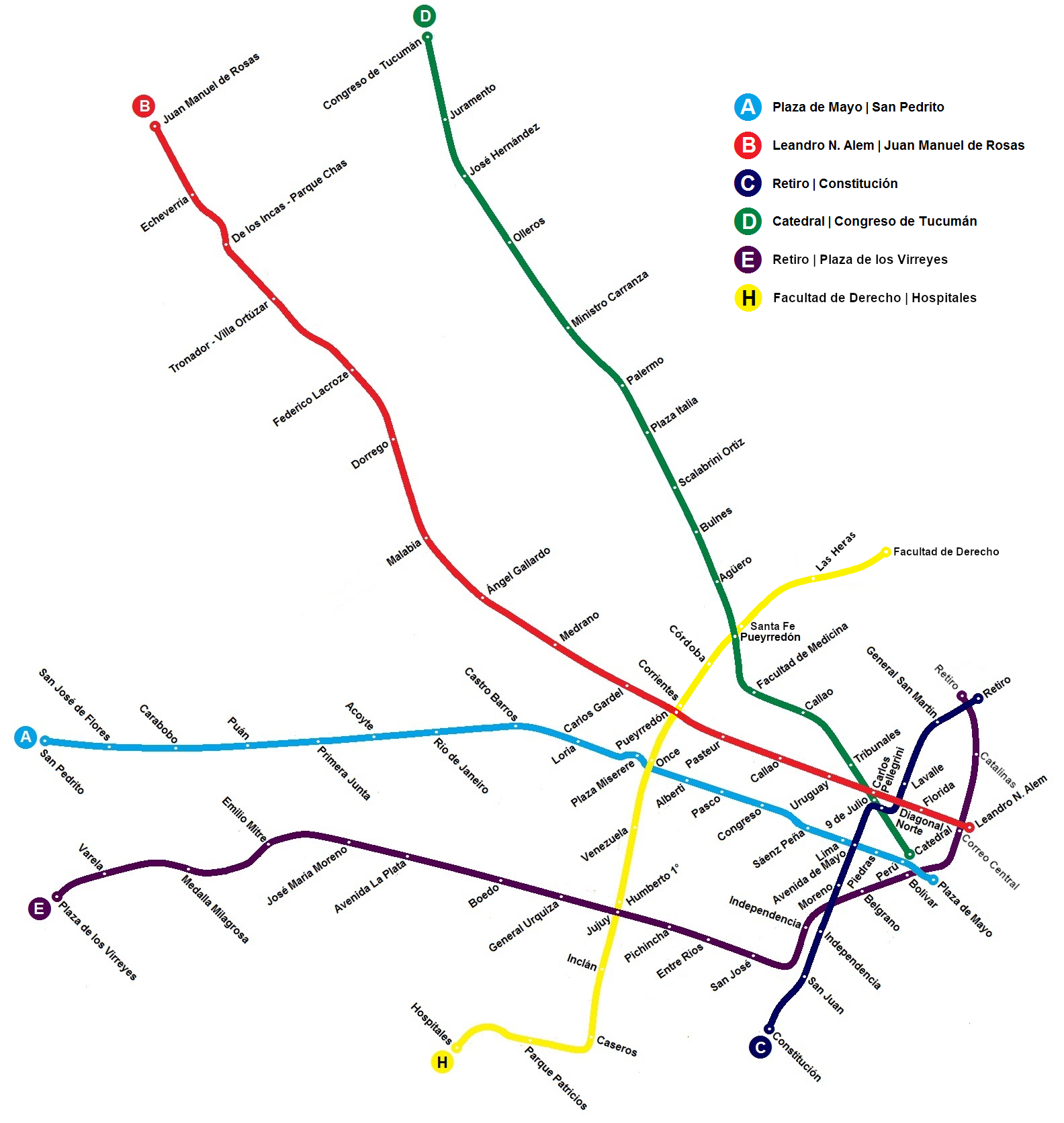
La red desde junio de 2019 hasta la actualidad.
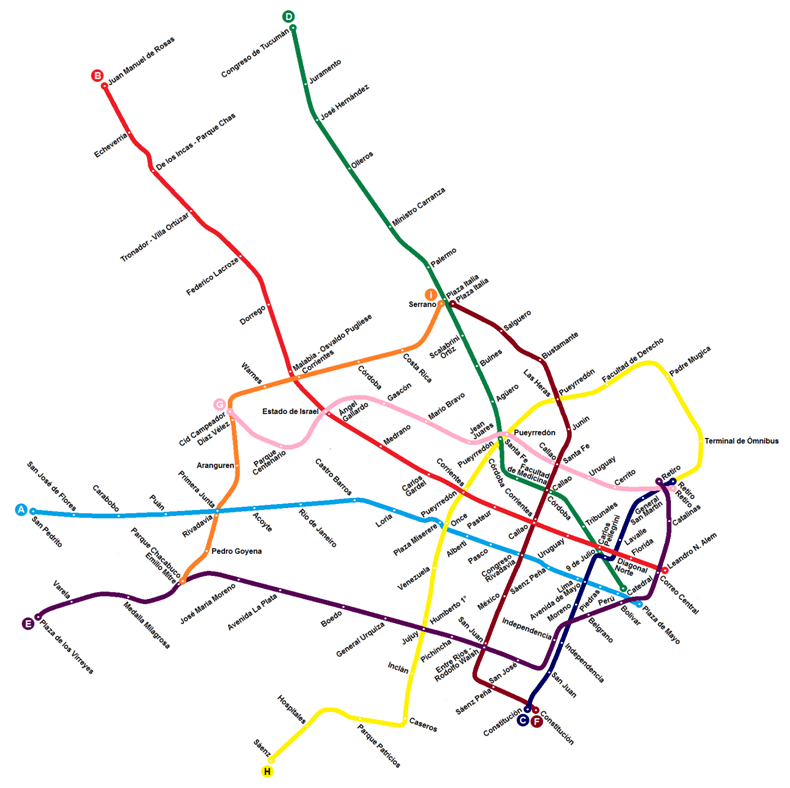
Red hipotética con el trazado de las líneas F, G, H e I según leyes 317 y 670 actualizadas.

## Logos
|           |
| 1963-1987 |

|           |
| 1987-1994 |

|           |
| 1994-2013 |

|                 |
| 2013 - presente |

## Componentes de la red

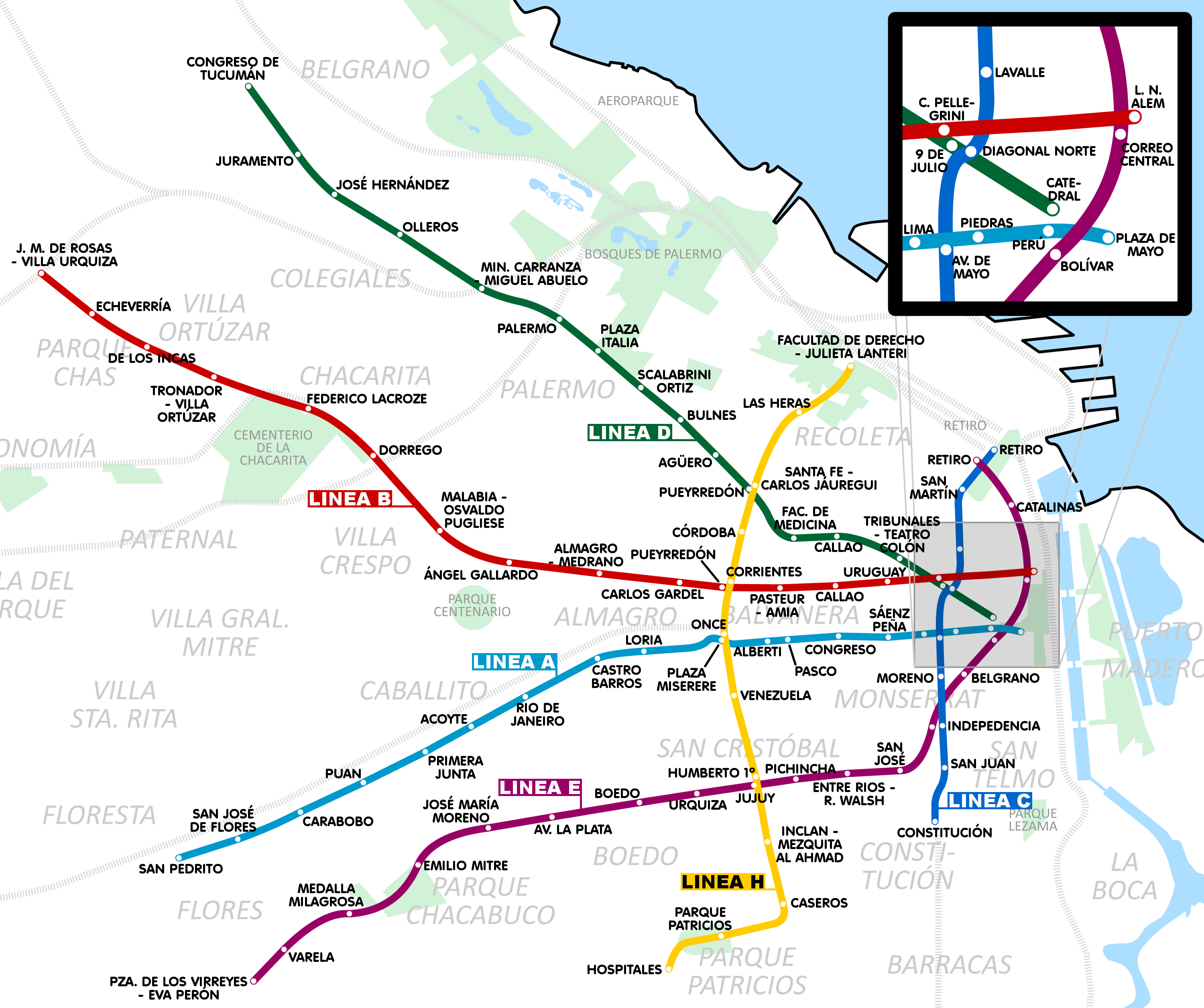
Mapa del subte con referencias.

### Líneas de Subte
La red está conformada actualmente por seis líneas denominadas con letras ―de la A a la E y la H― e identificadas con colores, que suponen unos 56,7 km de vías para servicios comerciales y 62,8 km incluyendo cocheras y talleres. La totalidad de la red es subterránea, no existiendo tramo alguno a nivel o en viaducto. Sin embargo, no se trata de un sistema cerrado, pues la red cuenta con dos rampas que conectan la Línea A con el Ferrocarril Sarmiento y la Línea B con el Ferrocarril General Urquiza.
Durante los años 1970 la entonces operadora, Subterráneos de Buenos Aires, asignó un color a cada línea: la Línea A fue asociada con el color celeste, la B con el verde, la C con el violeta, la D con el rojo y la E con el amarillo. A mediados de la década de 1990 el actual operador, Metrovías, resolvió alterar el esquema. En ese sentido, se invirtieron los colores de las líneas B y D, para la C se adoptó el azul y a la E le fue asignado el violeta. Subterráneos de Buenos Aires comenzó a identificar a la nueva Línea H con el amarillo.
Adicionalmente, está proyectada en la Ley 317/99 la expansión de la línea H hacia ambos sentidos y en la Ley 670/01 la construcción de tres nuevas líneas ―F, G e I. De mantenerse el texto de ambas leyes sin modificatoria, la red contará con una longitud total de 84 km de recorrido sin contar el Premetro, y las actuales 90 estaciones pasarán a ser 128.
| Línea | Inauguración     | Recorrido inaugural              | Recorrido actual                       | Año de última(s) estación(es) | Viaje entre cabeceras | Longitud en km | Estaciones | Pasajeros anuales (2023) |
| ----- | ---------------- | -------------------------------- | -------------------------------------- | ----------------------------- | --------------------- | -------------- | ---------- | ------------------------ |
|       | 1913 (111 años). | Plaza de Mayo - Plaza Once       | Plaza de Mayo - San Pedrito            | 2013                          | 26 minutos            | 9,7            | 18         | 43.708.162               |
|       | 1930 (94 años).  | Callao - Federico Lacroze        | Leandro N. Alem - Juan Manuel de Rosas | 2013                          | 27 minutos            | 11,8           | 17         | 57.553.815               |
|       | 1934 (90 años).  | Carlos Pellegrini - Constitución | Retiro - Constitución                  | 1937                          | 13 minutos            | 4,4            | 9          | 34.970.434               |
|       | 1937 (88 años).  | Florida - Tribunales             | Catedral - Congreso de Tucumán         | 2000                          | 26 minutos            | 10,4           | 16         | 54.411.632               |
|       | 1944 (81 años).  | Constitución - General Urquiza   | Retiro - Plaza de los Virreyes         | 2019                          | 32 minutos            | 11,9           | 18         | 20.229.975               |
|       | 2007 (17 años).  | Once - Caseros                   | Facultad de Derecho - Hospitales       | 2018                          | 22 minutos            | 8,8            | 12         | 24.863.335               |

#### Estaciones

##### Línea A

Mapa recto de las estaciones y combinaciones de la línea A.

| BUS | utKACCa |  |

| utKRW+l | utKRWgr |  |

| utSTR | utINTACC | SUBWAY |

| utCONTf | utSTR |  |

|  | utBHF |

| BUS | utINT | SUBWAY |

|  | utBHF |

|  | utACC |

|  | utHST |

|  | uetHST |

|  | uetHST |

|  | utHST |

| BAHN | utINT | SUBWAY |

|  | utACC |

|  | utACC |

|  | utBHF |

|  | utACC |

| BAHN | utINTACC |  |

|  | utABZgl | uKDSTCCeq |

|  | utACC |

|  | utACC |

| BAHN | utINTACC |  |

|  | utACC |

|  | utENDEe |

| BUS | utKACCa |  |

| utKRW+l | utKRWgr |  |

| utSTR | utINTACC | SUBWAY |

| utCONTf | utSTR |  |

|  | utBHF |

| BUS | utINT | SUBWAY |

|  | utBHF |

|  | utACC |

|  | utHST |

|  | uetHST |

|  | uetHST |

|  | utHST |

| BAHN | utINT | SUBWAY |

|  | utACC |

|  | utACC |

|  | utBHF |

|  | utACC |

| BAHN | utINTACC |  |

|  | utABZgl | uKDSTCCeq |

|  | utACC |

|  | utACC |

| BAHN | utINTACC |  |

|  | utACC |

|  | utENDEe |

| BUS | utKACCa |  |

| utKRW+l | utKRWgr |  |

| utSTR | utINTACC | SUBWAY |

| utCONTf | utSTR |  |

|  | utBHF |

| BUS | utINT | SUBWAY |

|  | utBHF |

|  | utACC |

|  | utHST |

|  | uetHST |

|  | uetHST |

|  | utHST |

| BAHN | utINT | SUBWAY |

|  | utACC |

|  | utACC |

|  | utBHF |

|  | utACC |

| BAHN | utINTACC |  |

|  | utABZgl | uKDSTCCeq |

|  | utACC |

|  | utACC |

| BAHN | utINTACC |  |

|  | utACC |

|  | utENDEe |

| BUS | utKACCa |  |

| utKRW+l | utKRWgr |  |

| utSTR | utINTACC | SUBWAY |

| utCONTf | utSTR |  |

|  | utBHF |

| BUS | utINT | SUBWAY |

|  | utBHF |

|  | utACC |

|  | utHST |

|  | uetHST |

|  | uetHST |

|  | utHST |

| BAHN | utINT | SUBWAY |

|  | utACC |

|  | utACC |

|  | utBHF |

|  | utACC |

| BAHN | utINTACC |  |

|  | utABZgl | uKDSTCCeq |

|  | utACC |

|  | utACC |

| BAHN | utINTACC |  |

|  | utACC |

|  | utENDEe |

##### Línea B

Mapa recto de las estaciones y combinaciones de la línea B.

| BUS | utKINTa | SUBWAY |

|  | utBHF |

| BUS | utINT | SUBWAY |

|  | utACC |

|  | utACC |

|  | utBHF |

|  | utINT | SUBWAY |

| uextKBHFaq | uetABZgr+r |  |

|  | utBHF |

|  | utBHF |

|  | utBHF |

|  | utBHF |

| BUS | utINT | BAHN |

|  | utABZgl+l | utKDSTeq |

| BUS | utINT | BAHN |

|  | utABZgl | utSTR+r |

|  | utSTR | utSTRe |

|  | utSTR | uCONTf |

|  | utACC |

|  | utACC |

|  | utACC |

|  | utINTACC | BAHN |

|  | utENDEe |

| BUS | utKINTa | SUBWAY |

|  | utBHF |

| BUS | utINT | SUBWAY |

|  | utACC |

|  | utACC |

|  | utBHF |

|  | utINT | SUBWAY |

| uextKBHFaq | uetABZgr+r |  |

|  | utBHF |

|  | utBHF |

|  | utBHF |

|  | utBHF |

| BUS | utINT | BAHN |

|  | utABZgl+l | utKDSTeq |

| BUS | utINT | BAHN |

|  | utABZgl | utSTR+r |

|  | utSTR | utSTRe |

|  | utSTR | uCONTf |

|  | utACC |

|  | utACC |

|  | utACC |

|  | utINTACC | BAHN |

|  | utENDEe |

| BUS | utKINTa | SUBWAY |

|  | utBHF |

| BUS | utINT | SUBWAY |

|  | utACC |

|  | utACC |

|  | utBHF |

|  | utINT | SUBWAY |

| uextKBHFaq | uetABZgr+r |  |

|  | utBHF |

|  | utBHF |

|  | utBHF |

|  | utBHF |

| BUS | utINT | BAHN |

|  | utABZgl+l | utKDSTeq |

| BUS | utINT | BAHN |

|  | utABZgl | utSTR+r |

|  | utSTR | utSTRe |

|  | utSTR | uCONTf |

|  | utACC |

|  | utACC |

|  | utACC |

|  | utINTACC | BAHN |

|  | utENDEe |

| BUS | utKINTa | SUBWAY |

|  | utBHF |

| BUS | utINT | SUBWAY |

|  | utACC |

|  | utACC |

|  | utBHF |

|  | utINT | SUBWAY |

| uextKBHFaq | uetABZgr+r |  |

|  | utBHF |

|  | utBHF |

|  | utBHF |

|  | utBHF |

| BUS | utINT | BAHN |

|  | utABZgl+l | utKDSTeq |

| BUS | utINT | BAHN |

|  | utABZgl | utSTR+r |

|  | utSTR | utSTRe |

|  | utSTR | uCONTf |

|  | utACC |

|  | utACC |

|  | utACC |

|  | utINTACC | BAHN |

|  | utENDEe |

##### Línea C

Mapa recto de las estaciones y combinaciones de la línea C.

|  | utKINTa | BAHN | BUS |

|  | utHST |

| utKDSTaq | utABZg+r |  |  |

|  | utHST |

| utCONTg | utSTR |  |  |

| utSTR | utINT | SUBWAY | BUS |

| utABZgl+l | utABZgr |  |  |

| utSTR | utINT | SUBWAY | BUS |

| utCONTf | utSTR |  |  |

|  | utINT |  | BUS |

|  | utINT | SUBWAY | BUS |

|  | utHST |

| uextCONTg | utSTR |  |  |

| uextSTR | utSTR |  |  |

| uextABZgl+l | uetABZgr+r |  |  |

| uextKDSTe | utKINTe | BAHN | BUS |

|  | utKINTa | BAHN | BUS |

|  | utHST |

| utKDSTaq | utABZg+r |  |  |

|  | utHST |

| utCONTg | utSTR |  |  |

| utSTR | utINT | SUBWAY | BUS |

| utABZgl+l | utABZgr |  |  |

| utSTR | utINT | SUBWAY | BUS |

| utCONTf | utSTR |  |  |

|  | utINT |  | BUS |

|  | utINT | SUBWAY | BUS |

|  | utHST |

| uextCONTg | utSTR |  |  |

| uextSTR | utSTR |  |  |

| uextABZgl+l | uetABZgr+r |  |  |

| uextKDSTe | utKINTe | BAHN | BUS |

|  | utKINTa | BAHN | BUS |

|  | utHST |

| utKDSTaq | utABZg+r |  |  |

|  | utHST |

| utCONTg | utSTR |  |  |

| utSTR | utINT | SUBWAY | BUS |

| utABZgl+l | utABZgr |  |  |

| utSTR | utINT | SUBWAY | BUS |

| utCONTf | utSTR |  |  |

|  | utINT |  | BUS |

|  | utINT | SUBWAY | BUS |

|  | utHST |

| uextCONTg | utSTR |  |  |

| uextSTR | utSTR |  |  |

| uextABZgl+l | uetABZgr+r |  |  |

| uextKDSTe | utKINTe | BAHN | BUS |

|  | utKINTa | BAHN | BUS |

|  | utHST |

| utKDSTaq | utABZg+r |  |  |

|  | utHST |

| utCONTg | utSTR |  |  |

| utSTR | utINT | SUBWAY | BUS |

| utABZgl+l | utABZgr |  |  |

| utSTR | utINT | SUBWAY | BUS |

| utCONTf | utSTR |  |  |

|  | utINT |  | BUS |

|  | utINT | SUBWAY | BUS |

|  | utHST |

| uextCONTg | utSTR |  |  |

| uextSTR | utSTR |  |  |

| uextABZgl+l | uetABZgr+r |  |  |

| uextKDSTe | utKINTe | BAHN | BUS |

##### Línea D

Mapa recto de las estaciones y combinaciones de la línea D.

|  | BUS | utKACCa |  |

|  | utKRW+l | utKRWgr |  |

|  | utSTR | utCONTf |  |

|  | utINTACC | SUBWAY |  |

| utCONTg | utINT | SUBWAY | BUS |

| utABZgl+l | utABZgr |  |  |

| utCONTf | utACC |  |  |

|  | utACC |

|  | utACC |

|  | utINT | SUBWAY |  |

|  | utBHF |

|  | utBHF |

|  | utBHF |

| utKDSTaq | utABZgr+r |  |  |

|  | utINT |  | BUS |

|  | utINT | BAHN | BUS |

|  | uetBHF(R)f |

|  | utINT | BAHN | BUS |

|  | utBHF |  | BUS |

|  | utACC |  | BUS |

|  | utACC |  | BUS |

|  | utINTACC |  | BUS |

|  | utENDEe |

|  | BUS | utKACCa |  |

|  | utKRW+l | utKRWgr |  |

|  | utSTR | utCONTf |  |

|  | utINTACC | SUBWAY |  |

| utCONTg | utINT | SUBWAY | BUS |

| utABZgl+l | utABZgr |  |  |

| utCONTf | utACC |  |  |

|  | utACC |

|  | utACC |

|  | utINT | SUBWAY |  |

|  | utBHF |

|  | utBHF |

|  | utBHF |

| utKDSTaq | utABZgr+r |  |  |

|  | utINT |  | BUS |

|  | utINT | BAHN | BUS |

|  | uetBHF(R)f |

|  | utINT | BAHN | BUS |

|  | utBHF |  | BUS |

|  | utACC |  | BUS |

|  | utACC |  | BUS |

|  | utINTACC |  | BUS |

|  | utENDEe |

|  | BUS | utKACCa |  |

|  | utKRW+l | utKRWgr |  |

|  | utSTR | utCONTf |  |

|  | utINTACC | SUBWAY |  |

| utCONTg | utINT | SUBWAY | BUS |

| utABZgl+l | utABZgr |  |  |

| utCONTf | utACC |  |  |

|  | utACC |

|  | utACC |

|  | utINT | SUBWAY |  |

|  | utBHF |

|  | utBHF |

|  | utBHF |

| utKDSTaq | utABZgr+r |  |  |

|  | utINT |  | BUS |

|  | utINT | BAHN | BUS |

|  | uetBHF(R)f |

|  | utINT | BAHN | BUS |

|  | utBHF |  | BUS |

|  | utACC |  | BUS |

|  | utACC |  | BUS |

|  | utINTACC |  | BUS |

|  | utENDEe |

|  | BUS | utKACCa |  |

|  | utKRW+l | utKRWgr |  |

|  | utSTR | utCONTf |  |

|  | utINTACC | SUBWAY |  |

| utCONTg | utINT | SUBWAY | BUS |

| utABZgl+l | utABZgr |  |  |

| utCONTf | utACC |  |  |

|  | utACC |

|  | utACC |

|  | utINT | SUBWAY |  |

|  | utBHF |

|  | utBHF |

|  | utBHF |

| utKDSTaq | utABZgr+r |  |  |

|  | utINT |  | BUS |

|  | utINT | BAHN | BUS |

|  | uetBHF(R)f |

|  | utINT | BAHN | BUS |

|  | utBHF |  | BUS |

|  | utACC |  | BUS |

|  | utACC |  | BUS |

|  | utINTACC |  | BUS |

|  | utENDEe |

##### Línea E

Mapa recto de las estaciones y combinaciones de la línea E.

| BAHN | utKINTACCa | SUBWAY |

| BUS | utACC |  |

| BUS | utINTACC | SUBWAY |

|  | utINT | SUBWAY |

|  | utBHF |

| BUS | utINT | SUBWAY |

|  | utSTR | uextKBHFa |

|  | utSTR | uextBHF |

|  | uetABZg+l | uextSTRr |

|  | utBHF |

|  | utBHF |

|  | utBHF |

|  | utINT | SUBWAY |

|  | utBHF |

|  | uetBHF(R)f |

|  | utBHF |

|  | utBHF |

|  | utBHF |

|  | utBHF |

|  | utBHF |

|  | utBHF |

|  | utINT | TRAM |

|  | utSTRe |

|  | uENDEe |

| BAHN | utKINTACCa | SUBWAY |

| BUS | utACC |  |

| BUS | utINTACC | SUBWAY |

|  | utINT | SUBWAY |

|  | utBHF |

| BUS | utINT | SUBWAY |

|  | utSTR | uextKBHFa |

|  | utSTR | uextBHF |

|  | uetABZg+l | uextSTRr |

|  | utBHF |

|  | utBHF |

|  | utBHF |

|  | utINT | SUBWAY |

|  | utBHF |

|  | uetBHF(R)f |

|  | utBHF |

|  | utBHF |

|  | utBHF |

|  | utBHF |

|  | utBHF |

|  | utBHF |

|  | utINT | TRAM |

|  | utSTRe |

|  | uENDEe |

| BAHN | utKINTACCa | SUBWAY |

| BUS | utACC |  |

| BUS | utINTACC | SUBWAY |

|  | utINT | SUBWAY |

|  | utBHF |

| BUS | utINT | SUBWAY |

|  | utSTR | uextKBHFa |

|  | utSTR | uextBHF |

|  | uetABZg+l | uextSTRr |

|  | utBHF |

|  | utBHF |

|  | utBHF |

|  | utINT | SUBWAY |

|  | utBHF |

|  | uetBHF(R)f |

|  | utBHF |

|  | utBHF |

|  | utBHF |

|  | utBHF |

|  | utBHF |

|  | utBHF |

|  | utINT | TRAM |

|  | utSTRe |

|  | uENDEe |

| BAHN | utKINTACCa | SUBWAY |

| BUS | utACC |  |

| BUS | utINTACC | SUBWAY |

|  | utINT | SUBWAY |

|  | utBHF |

| BUS | utINT | SUBWAY |

|  | utSTR | uextKBHFa |

|  | utSTR | uextBHF |

|  | uetABZg+l | uextSTRr |

|  | utBHF |

|  | utBHF |

|  | utBHF |

|  | utINT | SUBWAY |

|  | utBHF |

|  | uetBHF(R)f |

|  | utBHF |

|  | utBHF |

|  | utBHF |

|  | utBHF |

|  | utBHF |

|  | utBHF |

|  | utINT | TRAM |

|  | utSTRe |

|  | uENDEe |

##### Línea H

Mapa recto de las estaciones y combinaciones de la línea H.

|  | utKACCa |

|  | utINTACC | SUBWAY |

|  | utACC |

|  | utINTACC | SUBWAY |

| BAHN | utINTACC | SUBWAY |

|  | utACC |

|  | utINTACC | SUBWAY |

| BUS | utINTACC |  |

|  | utACC |

|  | utABZgl | utKDSTeq |

|  | utACC |

| utKRW+l | utKRWglr | utKRW+r |

| utDST | utSTR | utDST |

| utKRWl | utKRWg+lr | utKRWr |

|  | utACC |

| BAHN | uextKINTe |  |

|  | utKACCa |

|  | utINTACC | SUBWAY |

|  | utACC |

|  | utINTACC | SUBWAY |

| BAHN | utINTACC | SUBWAY |

|  | utACC |

|  | utINTACC | SUBWAY |

| BUS | utINTACC |  |

|  | utACC |

|  | utABZgl | utKDSTeq |

|  | utACC |

| utKRW+l | utKRWglr | utKRW+r |

| utDST | utSTR | utDST |

| utKRWl | utKRWg+lr | utKRWr |

|  | utACC |

| BAHN | uextKINTe |  |

|  | utKACCa |

|  | utINTACC | SUBWAY |

|  | utACC |

|  | utINTACC | SUBWAY |

| BAHN | utINTACC | SUBWAY |

|  | utACC |

|  | utINTACC | SUBWAY |

| BUS | utINTACC |  |

|  | utACC |

|  | utABZgl | utKDSTeq |

|  | utACC |

| utKRW+l | utKRWglr | utKRW+r |

| utDST | utSTR | utDST |

| utKRWl | utKRWg+lr | utKRWr |

|  | utACC |

| BAHN | uextKINTe |  |

|  | utKACCa |

|  | utINTACC | SUBWAY |

|  | utACC |

|  | utINTACC | SUBWAY |

| BAHN | utINTACC | SUBWAY |

|  | utACC |

|  | utINTACC | SUBWAY |

| BUS | utINTACC |  |

|  | utACC |

|  | utABZgl | utKDSTeq |

|  | utACC |

| utKRW+l | utKRWglr | utKRW+r |

| utDST | utSTR | utDST |

| utKRWl | utKRWg+lr | utKRWr |

|  | utACC |

| BAHN | uextKINTe |  |

#### Combinaciones
Cuando fueron inauguradas las primeras tres líneas ―A, B y C― no existían las combinaciones entre ellas. Con la inauguración de la línea D fue posible realizarlas a través de la estación Carlos Pellegrini pagando un adicional. Finalmente, el 1 de junio de 1956 se permitió realizar todas las combinaciones de forma gratuita, excepto con los ferrocarriles.
Línea 
- En Perú con Catedral (línea D) y Bolívar (línea E).
- En Lima con Avenida de Mayo (línea C).
- En Plaza Miserere con Once (línea H) y Once de Setiembre de la línea Sarmiento.
- En Primera Junta con Caballito de la línea Sarmiento.
- En San José de Flores con Flores de la línea Sarmiento.

Línea 
- En Leandro N. Alem con Correo Central (línea E).
- En Carlos Pellegrini con Diagonal Norte (línea C) y 9 de Julio (línea D).
- En Pueyrredón con Corrientes (línea H).
- En Dorrego con Villa Crespo de la línea San Martín.
- En Federico Lacroze con la estación homónima de la línea Urquiza.
- En Juan Manuel de Rosas con General Urquiza de la línea Mitre.

Línea 
- En Retiro con Retiro (línea E) y con las estaciones homónimas de las líneas Mitre, Belgrano Norte y San Martín.
- En Diagonal Norte con Carlos Pellegrini (línea B) y 9 de Julio (línea D).
- En Avenida de Mayo con Lima (línea A).
- En Independencia con Independencia (línea E).
- En Constitución con Plaza Constitución de la línea Roca.

Línea 
- En Catedral con Perú (línea A) y Bolívar (línea E).
- En 9 de Julio con Carlos Pellegrini (línea B) y Diagonal Norte (línea C).
- En Pueyrredón con Santa Fe (línea H).
- En Palermo con la estación homónima de la línea San Martín.
- En Ministro Carranza con la estación homónima de la línea Mitre.

Línea 
- En Retiro con Retiro (línea C) y con las estaciones homónimas de las líneas Mitre, Belgrano Norte y San Martín.
- En Correo Central con Leandro N. Alem (línea B).
- En Bolívar con Perú (línea A) y Catedral (línea D).
- En Independencia con Independencia (línea C).
- En Jujuy con Humberto I (línea H).
- En Plaza de los Virreyes con Intendente Saguier (Premetro).

Línea 
- En Santa Fe con Pueyrredón (línea D)
- En Corrientes con Pueyrredón (línea B).
- En Once con Plaza Miserere (línea A) y Once de Setiembre de la línea Sarmiento.
- En Humberto I con Jujuy (línea E).

#### Venta de pasajes

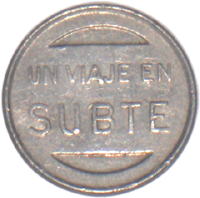
Antiguo cospel de SBA

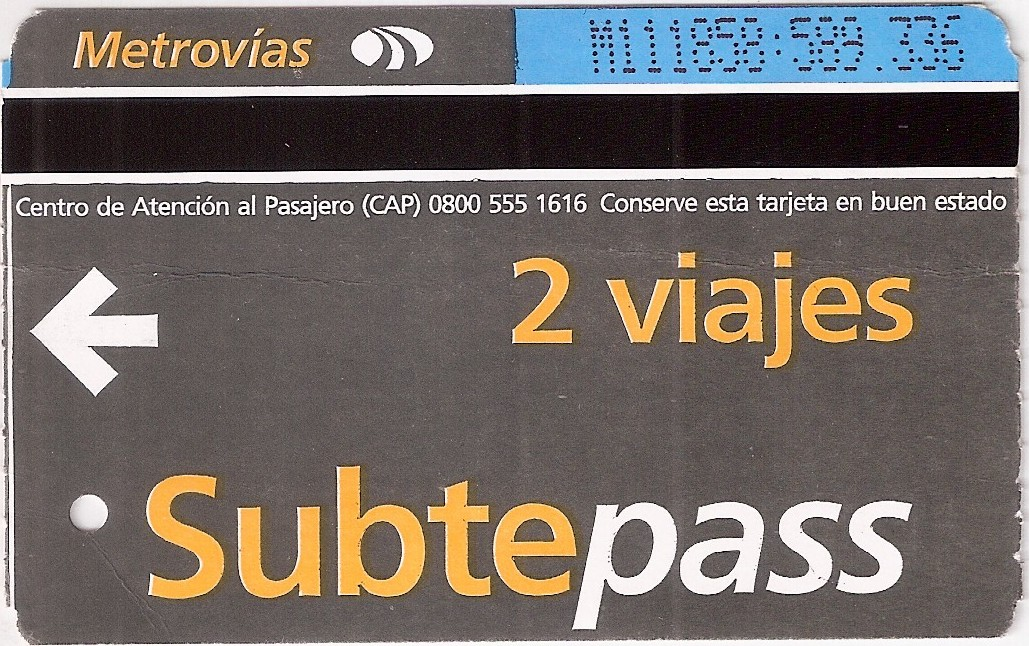
Tarjeta Subtepass de 2 viajes

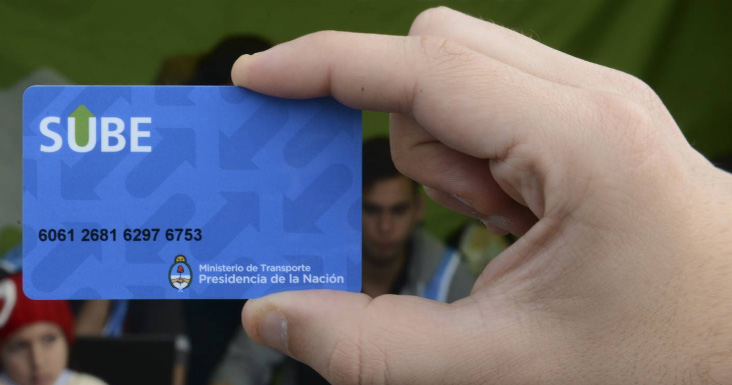
Tarjeta Sube

El primer sistema de venta de pasajes utilizado en el subterráneo porteño se puso en práctica en 1913 con la inauguración de la línea A, y consistía en un boleto similar al que se expendía en los tranvías de ese entonces. Los boletos eran controlados en la entrada al andén y debían devolverse al salir. Con la inauguración de la línea B, en la década de 1930, los molinetes comenzaron a admitir monedas de curso legal.
Este sistema fue posteriormente reemplazado por el uso del cospel, que se instauró el 4 de enero de 1962. Los cospeles pasaron a formar parte de la cultura popular porteña, y podían ser fácilmente reconocidos por la clásica leyenda «Un viaje en subte» de un lado, y «Subterráneos de Buenos Aires» del otro. El 16 de septiembre de 2000 la tarjeta magnética Subtepass y la tarjeta contactless (‘sin contacto’) denominada Subtecard reemplazaron al cospel en la línea E. Durante el tiempo que tomó la instalación del sistema en las otras líneas, la tarjeta de cartón equipada con banda magnética y la tarjeta plástica inalámbrica convivieron con el cospel.
Este último cambio también trajo como consecuencia la sustitución de los viejos molinetes con brazos de madera con nuevas máquinas electrónicas similares en aspecto, pero con tecnología digital. El pasajero debe introducir el cartón por una ranura en el frente del molinete y el aparato la devuelve por otro orificio ubicado encima del mismo. En el caso de la tarjeta plástica, simplemente se debe acercar la misma al área identificada en la máquina para que esta habilite el paso a través del molinete. Al contrario que la tarjeta magnética, la cual es desechable, la tarjeta plástica es recargable, y se puede utilizar para realizar compras en algunos comercios adheridos.
La tarjeta Subtecard ha sido reemplazada por la Tarjeta Monedero y posteriormente por la tarjeta SUBE. Luego de que los Subtepass fueran descontinuados en mayo del 2016 y la tarjeta Monedero en 2021, la tarjeta SUBE era el único medio de pago válido para todas las estaciones. Cabe destacar que la Subtepass seguía vigente únicamente para quienes tenían algún tipo de beneficio que requería el uso de la misma.  
En noviembre de 2024 se realizaron las pruebas piloto para el pago del pasaje a través de nuevos medios como tarjetas de crédito, débito y celulares con NFC, y en diciembre se confirmó la medida. Se espera que en un futuro se añada la opción del QR.  
Con respecto al Subtepass y a la decisión de la eliminación total, para continuar con los beneficios se deberá realizar nuevamente el trámite a través de la página web en Emova. La actual tarifa de cada viaje es de $869, siendo el servicio de transporte público más caro de la ciudad, aunque hay descuentos para pasajeros frecuentes.

### Premetro
El Premetro es una línea tranviaria de 7.4 km de longitud con dos ramales, y que fue inaugurada el 27 de agosto de 1987. Fue pensada como un ramal alimentador de la línea E, para que los usuarios de los barrios del suroeste de la ciudad tuvieran una conexión rápida con la red de Subtes. La también denominada Línea E2, cuenta con dos ramales que combinan con la línea E en su terminal Plaza de los Virreyes. Estos ramales tienen doce estaciones en común, con cuatro más para el ramal a General Savio (en total 16) y dos más para el ramal a Centro Cívico (en total 14). Además, recorre las cercanías de la Línea Belgrano Sur, permitiendo la combinación de transportes en la estación Presidente Illia.
La tarifa actual del premetro es de $264,95.
| Línea                              | Inauguración    | Recorrido inaugural                | Recorrido actual                   | Año de última(s) estación(es) | Viaje entre cabeceras | Longitud en km | Estaciones | Pasajeros anuales (2023) |
| ---------------------------------- | --------------- | ---------------------------------- | ---------------------------------- | ----------------------------- | --------------------- | -------------- | ---------- | ------------------------ |
|                                    | 1987 (37 años). | Intendente Saguier - Centro Cívico | Intendente Saguier - Centro Cívico | 2006                          | 25 minutos            | 6,1            | 14         | 769.618                  |
| Intendente Saguier - General Savio | 1987 (37 años). | Intendente Saguier - General Savio | 2006                               | 27 minutos                    | 7                     | 16             |            | 769.618                  |

#### Estaciones

##### Línea P

Mapa recto de las estaciones y combinaciones de la línea P.

|  | uKINTa | SUBWAY |

|  | uHST |

|  | uHST |

|  | uHST |

| uKBHFaq | uABZgr |  |

|  | uHST |

|  | uHST |

|  | uHST |

|  | uINT | BAHN |

|  | umKRZo |

|  | uHST |

|  | uHST |

|  | uBHF |

|  | uHST |

| uKRW+l | uKRWgr |  |

| uSTR | uHST |  |

| uHST | uSTR |  |

| uSTR | uHST |  |

| uKBHFe | uSTR |  |

|  | uHST |

|  | uHST |

|  | uENDEe |

|  | uKINTa | SUBWAY |

|  | uHST |

|  | uHST |

|  | uHST |

| uKBHFaq | uABZgr |  |

|  | uHST |

|  | uHST |

|  | uHST |

|  | uINT | BAHN |

|  | umKRZo |

|  | uHST |

|  | uHST |

|  | uBHF |

|  | uHST |

| uKRW+l | uKRWgr |  |

| uSTR | uHST |  |

| uHST | uSTR |  |

| uSTR | uHST |  |

| uKBHFe | uSTR |  |

|  | uHST |

|  | uHST |

|  | uENDEe |

|  | uKINTa | SUBWAY |

|  | uHST |

|  | uHST |

|  | uHST |

| uKBHFaq | uABZgr |  |

|  | uHST |

|  | uHST |

|  | uHST |

|  | uINT | BAHN |

|  | umKRZo |

|  | uHST |

|  | uHST |

|  | uBHF |

|  | uHST |

| uKRW+l | uKRWgr |  |

| uSTR | uHST |  |

| uHST | uSTR |  |

| uSTR | uHST |  |

| uKBHFe | uSTR |  |

|  | uHST |

|  | uHST |

|  | uENDEe |

|  | uKINTa | SUBWAY |

|  | uHST |

|  | uHST |

|  | uHST |

| uKBHFaq | uABZgr |  |

|  | uHST |

|  | uHST |

|  | uHST |

|  | uINT | BAHN |

|  | umKRZo |

|  | uHST |

|  | uHST |

|  | uBHF |

|  | uHST |

| uKRW+l | uKRWgr |  |

| uSTR | uHST |  |

| uHST | uSTR |  |

| uSTR | uHST |  |

| uKBHFe | uSTR |  |

|  | uHST |

|  | uHST |

|  | uENDEe |

#### Combinaciones
Línea 
- En Intendente Saguier con Plaza de los Virreyes  (línea E).
- En Presidente Illia con la estación homónima de la línea Belgrano Sur.

### Mapa Interactivo
El gobierno de la ciudad de Buenos Aires ha desarrollado un mapa interactivo que incluye la red de subte, las líneas de ferrocarril y la red de Metrobús.

## Planes de extensión

En gris claro se indican las líneas proyectadas.

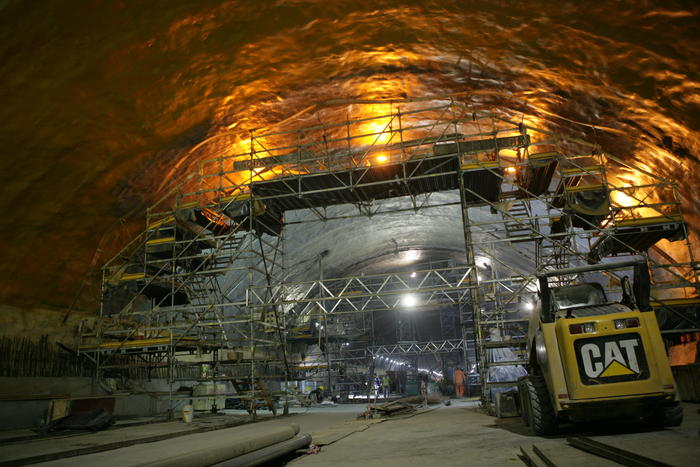
Obras de extensión de la Línea H.

### Obras en ejecución
Al 5 de agosto del corriente, no hay ninguna licitación para la ampliación de la red. Desde junio de 2019, cuando se inauguraron las estaciones Correo Central, Catalinas y Retiro de la línea E, no hay estaciones nuevas en obra, un hecho inédito que no se registraba desde 1973.

### Proyectos a mediano plazo
La Ley 317/99,con su última modificatoria en la Ley 6017/18,indica la ampliación, por un extremo (norte), desde Facultad de Derecho hasta Retiro, con dos estaciones intermedias, una en la entrada norte del Barrio Mugica (ex Villa 31) y otro en la terminal de ómnibus; y por el otro (sur), la ampliación de la línea desde Hospitales hasta Sáenz.

### Proyectos a largo plazo
El futuro del programa de expansión se apoya en la Ley 670/01,aprobada por la Legislatura porteña. Ésta plantea la construcción de tres nuevas líneas que agregarían 22,5 km a la red y varias estaciones con combinaciones. La Línea F uniría Plaza Italia con Constitución, previendo su extensión hasta Barracas. La Línea G uniría Retiro con Cid Campeador, previendo su extensión hacia Villa del Parque. La Línea I uniría Parque Chacabuco con Plaza Italia, con una posible expansión hacia Ciudad Universitaria (Barrancas de Belgrano).
Las nuevas líneas significarán que más de dos millones de ciudadanos de Buenos Aires, o alrededor del 70% de la población de la ciudad, vivirán dentro de los 400m de una estación del subterráneo.
A fines de octubre de 2017, el gobierno nacional anunció el inicio de los estudios de ingeniería para la obra de la línea F, en el cual se estima un gasto de 1050 millones de dólares.
| Línea | Inauguración | Recorrido inaugural         | Recorrido actual | Año de última(s) estación(es) | Viaje entre cabeceras | Longitud en km | Estaciones | Pasajeros anuales |
| ----- | ------------ | --------------------------- | ---------------- | ----------------------------- | --------------------- | -------------- | ---------- | ----------------- |
|       | -            | Constitución - Plaza Italia | Ninguno          | -                             | -                     | 8,6            | 13         | -                 |
|       | -            | Retiro - Cid Campeador      | Ninguno          | -                             | -                     | 7,3            | 11         | -                 |
|       | -            | Serrano - Directorio        | Ninguno          | -                             | -                     | 6,6            | 10         | -                 |

#### Estaciones de las líneas proyectadas

##### Línea F

Mapa recto de las estaciones y combinaciones de la línea F.

| BAHN | uextKINTa | SUBWAY |

| BUS | uextBHF | SUBWAY |

|  | uextBHF |

|  | uextBHF |

|  | uextBHF | SUBWAY |

|  | uextBHF |

|  | uextBHF | SUBWAY |

|  | uextBHF | SUBWAY |

|  | uextBHF | SUBWAY |

|  | uextBHF | SUBWAY |

|  | uextBHF |

|  | uextBHF | SUBWAY |

|  | uextBHF |

|  | uextSTR | utCONTg |

| uextCONTg | uextSTR | utSTR |

| uextSTR | uextSTR | utSTR |

| uextABZgl+l | uextABZgr+r | utSTR |

| uextKDSTe | uextBHF | utKINTe |

|  | uextSTRe |

|  | uexhSTRa |

| BAHN | uextKINTa | SUBWAY |

| BUS | uextBHF | SUBWAY |

|  | uextBHF |

|  | uextBHF |

|  | uextBHF | SUBWAY |

|  | uextBHF |

|  | uextBHF | SUBWAY |

|  | uextBHF | SUBWAY |

|  | uextBHF | SUBWAY |

|  | uextBHF | SUBWAY |

|  | uextBHF |

|  | uextBHF | SUBWAY |

|  | uextBHF |

|  | uextSTR | utCONTg |

| uextCONTg | uextSTR | utSTR |

| uextSTR | uextSTR | utSTR |

| uextABZgl+l | uextABZgr+r | utSTR |

| uextKDSTe | uextBHF | utKINTe |

|  | uextSTRe |

|  | uexhSTRa |

| BAHN | uextKINTa | SUBWAY |

| BUS | uextBHF | SUBWAY |

|  | uextBHF |

|  | uextBHF |

|  | uextBHF | SUBWAY |

|  | uextBHF |

|  | uextBHF | SUBWAY |

|  | uextBHF | SUBWAY |

|  | uextBHF | SUBWAY |

|  | uextBHF | SUBWAY |

|  | uextBHF |

|  | uextBHF | SUBWAY |

|  | uextBHF |

|  | uextSTR | utCONTg |

| uextCONTg | uextSTR | utSTR |

| uextSTR | uextSTR | utSTR |

| uextABZgl+l | uextABZgr+r | utSTR |

| uextKDSTe | uextBHF | utKINTe |

|  | uextSTRe |

|  | uexhSTRa |

| BAHN | uextKINTa | SUBWAY |

| BUS | uextBHF | SUBWAY |

|  | uextBHF |

|  | uextBHF |

|  | uextBHF | SUBWAY |

|  | uextBHF |

|  | uextBHF | SUBWAY |

|  | uextBHF | SUBWAY |

|  | uextBHF | SUBWAY |

|  | uextBHF | SUBWAY |

|  | uextBHF |

|  | uextBHF | SUBWAY |

|  | uextBHF |

|  | uextSTR | utCONTg |

| uextCONTg | uextSTR | utSTR |

| uextSTR | uextSTR | utSTR |

| uextABZgl+l | uextABZgr+r | utSTR |

| uextKDSTe | uextBHF | utKINTe |

|  | uextSTRe |

|  | uexhSTRa |

##### Línea G
| BAHN | uextKINTa | SUBWAY |

| BUS | uextBHF |  |

|  | uextBHF |

|  | uextBHF | SUBWAY |

|  | uextBHF | SUBWAY |

|  | uextBHF |

|  | uextBHF |

|  | uextBHF |

|  | uextBHF | SUBWAY |

|  | uextBHF |

|  | uextBHF | SUBWAY |

| BUS | uextBHF |  |

|  | uextBHF |

|  | uextBHF |

|  | uextBHF |

| BAHN | uextKBHFe |  |

| BAHN | uextKINTa | SUBWAY |

| BUS | uextBHF |  |

|  | uextBHF |

|  | uextBHF | SUBWAY |

|  | uextBHF | SUBWAY |

|  | uextBHF |

|  | uextBHF |

|  | uextBHF |

|  | uextBHF | SUBWAY |

|  | uextBHF |

|  | uextBHF | SUBWAY |

| BUS | uextBHF |  |

|  | uextBHF |

|  | uextBHF |

|  | uextBHF |

| BAHN | uextKBHFe |  |

| BAHN | uextKINTa | SUBWAY |

| BUS | uextBHF |  |

|  | uextBHF |

|  | uextBHF | SUBWAY |

|  | uextBHF | SUBWAY |

|  | uextBHF |

|  | uextBHF |

|  | uextBHF |

|  | uextBHF | SUBWAY |

|  | uextBHF |

|  | uextBHF | SUBWAY |

| BUS | uextBHF |  |

|  | uextBHF |

|  | uextBHF |

|  | uextBHF |

| BAHN | uextKBHFe |  |

| BAHN | uextKINTa | SUBWAY |

| BUS | uextBHF |  |

|  | uextBHF |

|  | uextBHF | SUBWAY |

|  | uextBHF | SUBWAY |

|  | uextBHF |

|  | uextBHF |

|  | uextBHF |

|  | uextBHF | SUBWAY |

|  | uextBHF |

|  | uextBHF | SUBWAY |

| BUS | uextBHF |  |

|  | uextBHF |

|  | uextBHF |

|  | uextBHF |

| BAHN | uextKBHFe |  |

##### Línea I
|  | uextKINTa | SUBWAY |

|  | uextBHF |

| BAHN | uextBHF | SUBWAY |

|  | uextBHF | SUBWAY |

|  | uextBHF | SUBWAY |

|  | uextBHF |

|  | uextBHF | SUBWAY |

|  | uextBHF |

|  | uextBHF | SUBWAY |

| BAHN | uextBHF |  |

|  | uextBHF | SUBWAY |

|  | uextBHF |

|  | uextBHF |

| BAHN | uextBHF |  |

|  | uextBHF |

|  | uextBHF |

| BAHN | uextKBHFe |  |

|  | uextKINTa | SUBWAY |

|  | uextBHF |

| BAHN | uextBHF | SUBWAY |

|  | uextBHF | SUBWAY |

|  | uextBHF | SUBWAY |

|  | uextBHF |

|  | uextBHF | SUBWAY |

|  | uextBHF |

|  | uextBHF | SUBWAY |

| BAHN | uextBHF |  |

|  | uextBHF | SUBWAY |

|  | uextBHF |

|  | uextBHF |

| BAHN | uextBHF |  |

|  | uextBHF |

|  | uextBHF |

| BAHN | uextKBHFe |  |

|  | uextKINTa | SUBWAY |

|  | uextBHF |

| BAHN | uextBHF | SUBWAY |

|  | uextBHF | SUBWAY |

|  | uextBHF | SUBWAY |

|  | uextBHF |

|  | uextBHF | SUBWAY |

|  | uextBHF |

|  | uextBHF | SUBWAY |

| BAHN | uextBHF |  |

|  | uextBHF | SUBWAY |

|  | uextBHF |

|  | uextBHF |

| BAHN | uextBHF |  |

|  | uextBHF |

|  | uextBHF |

| BAHN | uextKBHFe |  |

|  | uextKINTa | SUBWAY |

|  | uextBHF |

| BAHN | uextBHF | SUBWAY |

|  | uextBHF | SUBWAY |

|  | uextBHF | SUBWAY |

|  | uextBHF |

|  | uextBHF | SUBWAY |

|  | uextBHF |

|  | uextBHF | SUBWAY |

| BAHN | uextBHF |  |

|  | uextBHF | SUBWAY |

|  | uextBHF |

|  | uextBHF |

| BAHN | uextBHF |  |

|  | uextBHF |

|  | uextBHF |

| BAHN | uextKBHFe |  |

## Material rodante

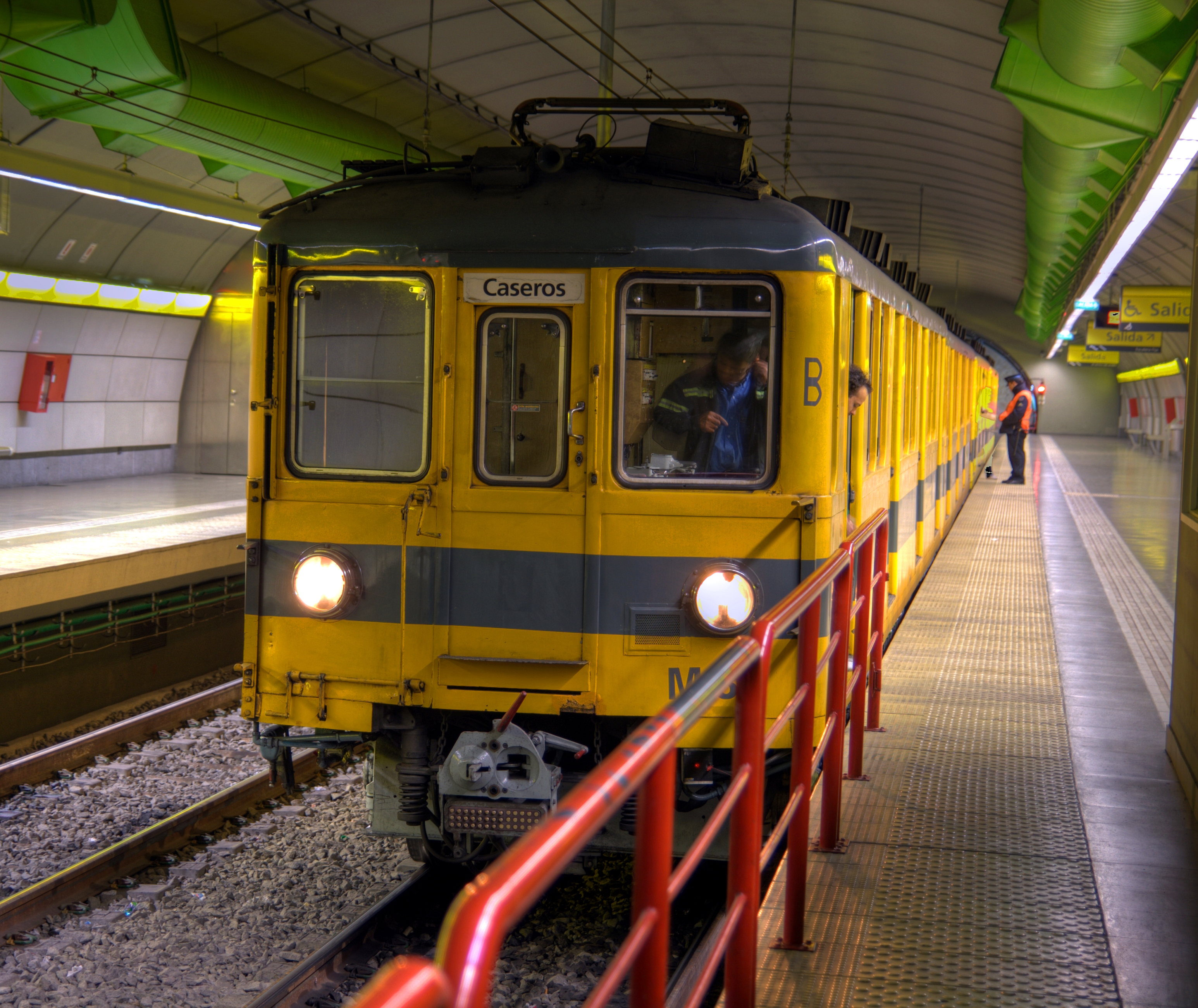
Clásicas formaciones Siemens/Orenstein & Koppel en la estación Once de la Línea H

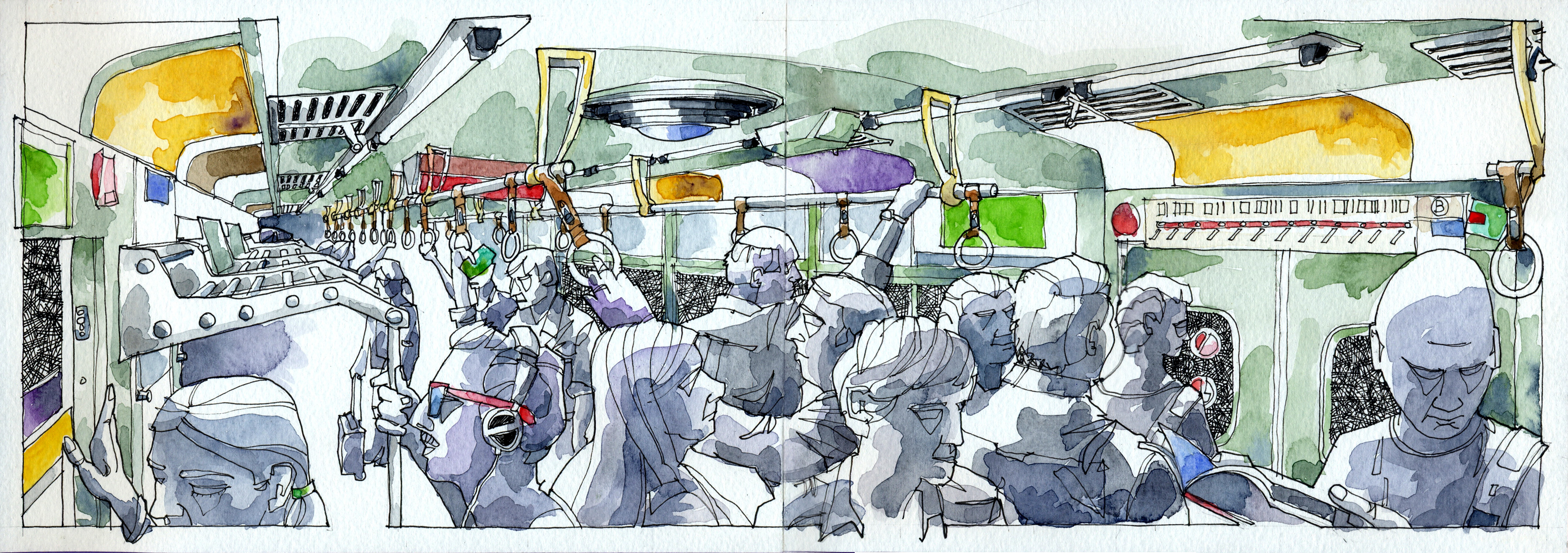
Ilustración de una formación del subte durante la hora pico.

- La red de Subterráneos de Buenos Aires poseía los coches más antiguos del mundo en servicio regular en la Línea A, coches de carrocerías belgas La Brugeoise construidos en el año 1912 aproximadamente y puestos en servicio entre 1913 y 1914, fueron reformados en 1926 y preservados hasta enero de 2013 unos meses antes de cumplir cien años en servicio para ser reemplazados parcialmente por los nuevos trenes chinos CNR Citic Serie 200. Estos coches formaron parte de la identidad cultural actual y eran un atractivo turístico similar a los tranvías de San Francisco, Nueva Orleans y Milán.
- En 1995, comenzó el recambio de flota y se compraron 128 coches japoneses Mitsubishi para la Línea B, reemplazando a coches Metropolitan Cammell, Osgood Bradley y Fabricaciones Militares. Tres coches regresaron en 2016 a Japón en conmemoración de los 60 años de la Línea Marunouchi, huésped original de estos coches
- En 2011 se compraron 36 coches CAF Serie 5000 usados a España, que fueron fabricados en los años 70 y prestaban servicio en el Metro de Madrid, los mismos, desde mediados de 2013 se utilizan en la Línea B. Sin embargo, fueron retirados de servicio en 2018 por detectarse asbesto, un elemento cancerígeno, en revestimientos aislantes. En 2014, en una operación fuertemente cuestionada, se adquirieron 16 formaciones CAF-Siemens Serie 6000, que implicó la readaptación de la línea B colocándole una catenaria aérea rígida, siendo el tercer riel su alimentación original.
- En los años 80 fueron incorporadas formaciones Fiat Materfer de origen argentino. Estas se incorporaron a la línea D, pasando por unos años por la línea E, y, más tarde a principios de los '90 fueron transferidas nuevamente a la línea D. Seis de estas formaciones fueron transferidas a la línea A (en configuración de 5 coches, en 2013) y ocho a la Línea E (de 4 coches, en 2017). En 2019, se inició el regreso definitivo de todos los coches Materfer a la E, en vistas de su extensión hacia Retiro
- En la Línea C, corren los coches japoneses conocidos como Nagoya (por provenir de esa ciudad japonesa, aunque son de marca Hitachi-Nippon Sharyo) Series 250/300/1200. Previamente se usaban los coches Siemens/Orenstein & Koppel, de origen alemán y construidos en la década de 1930. Los coches Siemens fueron transferidos a la nueva Línea H en donde luego fueron reemplazados por la serie 300 de los Alstom Metrópolis. En 2015 arribaron 5 formaciones Nagoya Serie 5000 con aire acondicionado, mientras que entre 2018 y 2019, los Nagoya Series 250/300/1200  fueron radiados y reemplazados por formaciones CNR Citic Serie 200 provenientes de la Línea A
- Hasta 2018 corrían en la Línea D los coches Fiat Materfer conviviendo con los trenes Alstom de más reciente fabricación, que fueron pedidos a fines de los '90 (con manufactura brasileña) y, en el 2005, los mismos modelos pero ensamblados en la planta que Alstom posee en la ciudad de La Plata, los  cuales reemplazaron a los Materfer enviados a la Línea E
- En 2017 se probó una formación Alstom Citalis 302 (que perteneció al extinto Tranvía del Este) en el Premetro, para reforzar a la tropa de coches Materfer, sin embargo la misma no fue satisfactoria, siendo confinada al taller Mariano Acosta de la línea, en inmediaciones de la parada Somellera.

| Material actual en circulación         | Material actual en circulación | Material actual en circulación | Material actual en circulación | Material actual en circulación         | Material actual en circulación | Material actual en circulación        |
| Serie                                  | Tipo                           | Alimentación                   | Año de construcción            | Fabricante                             | Procedencia                    | Líneas                                |
| -------------------------------------- | ------------------------------ | ------------------------------ | ------------------------------ | -------------------------------------- | ------------------------------ | ------------------------------------- |
| CNR Citic Serie 200                    | Rodadura férrea                | Catenaria aérea                | 2012-2016                      | CNR-Citic                              | China                          | Línea A · Línea C                     |
| Fiat Materfer-Siemens                  | Rodadura férrea                | Catenaria aérea                | 1980-1997                      | Materfer                               | Argentina                      | Línea E                               |
| 'Nagoya serie 5000' (2015-2021)        | Rodadura férrea                | Catenaria aérea                | 1980-1992                      | Hitachi - Nippon Sharyo                | Japón                          | Línea C                               |
| Mitsubishi Eidan serie 500             | Rodadura férrea                | Tercer Riel                    | 1954-1965                      | Mitsubishi                             | Japón                          | Línea B                               |
| CAF serie 6000                         | Rodadura férrea                | Catenaria aérea rígida         | 1998-2003                      | CAF - Siemens                          | España                         | Línea B                               |
| Alstom Metrópolis serie 100            | Rodadura férrea                | Catenaria aérea                | 2001-2009                      | Alstom Brasil-Argentina                | Brasil y Argentina             | Línea D · Línea E                     |
| Alstom Metrópolis serie 300            | Rodadura férrea                | Catenaria aérea                | 2015-2019                      | Alstom Brasil                          | Brasil                         | Línea D · Línea H                     |
| Materfer - Siemens Premetro            | Rodadura férrea                | Catenaria aérea                | 1985                           | Materfer - Siemens                     | Argentina                      | Línea P                               |
| Material separado del servicio         |                                |                                |                                |                                        |                                |                                       |
| CAF-GE España series 0-100 (1964-2020) | Rodadura férrea                | Catenaria aérea                | 1964-1969                      | CAF - GE España                        | España                         | Línea D · Línea E                     |
| 'La Brugeoise 1913' (1913-2013)        | Rodadura férrea                | Catenaria aérea                | 1912-1919                      | La Brugeoise et Nivelles               | Bélgica                        | Línea A · Línea P                     |
| Siemens O&K (1934-2016)                | Rodadura férrea                | Catenaria aérea                | 1934-1944                      | Siemens AG - Orenstein & Koppel        | Alemania                       | Línea C · Línea D · Línea E · Línea H |
| MC/OB Serie 100 (1930-1996)            | Rodadura férrea                | Tercer riel                    | 1930-1932                      | Metropolitan Cammel - Osgood & Bradley | Reino Unido y Estados Unidos   | Línea B                               |
| Siemens FM Serie 200 (1977-1996)       | Rodadura férrea                | Tercer riel                    | 1977                           | Siemens AG - Fabricaciones Militares   | Argentina                      | Línea B                               |
| Nagoya Series 250/300/1200 (1999-2019) | Rodadura férrea                | Catenaria aérea                | 1964-1974                      | Hitachi - Nippon Sharyo                | Japón                          | Línea C · Línea D                     |
| CAF Siemens serie 5000 (2011-2018)     | Rodadura férrea                | Tercer riel                    | 1974-1977                      | CAF- GE España                         | España                         | Línea B                               |

## Estadísticas

### Pasajeros anuales
El gráfico de la derecha muestra la evolución de la cantidad de pasajeros pagos anuales entre 1995 y 2023 según datos del Gobierno de la Ciudad.
Se puede apreciar una caída durante los años de recesión previos a la crisis de fines de 2001. En especial pueden observarse las cifras referentes a los años 2001 y 2002, cuando el uso del servicio sufrió una caída muy importante. Para 2006 el uso de la red ya había recuperado los niveles anteriores a la crisis, registrándose en 2007 nuevos máximos de utilización.
En 2012, el Gobierno de la Ciudad puso en vigencia un nuevo cuadro tarifario que incluyó un incremento del 127% en el costo del pasaje, provocando una merma del 20% en la cantidad de usuarios diarios. En 2013, tras un nuevo aumento del pasaje, en esta oportunidad del 40%, la cantidad de pasajeros habría disminuido entre un 11% y un 32%, dependiendo de la línea, según datos preliminares.
En 2019 la red de subterráneos de la Ciudad de Buenos Aires transportó 325 millones de pasajeros pagos. En 2020 tuvo una caída por el impacto de la pandemia por COVID-19 en Argentina y el cierre de varias estaciones, transportando apenas 74 millones de pasajeros pagos. No obstante, en 2022 se recuperó, superando los 220 millones de pasajeros, pero no alcanzando el valor previo a la caída. En el año 2023, se registraron más de 236 millones de pasajeros pagos.
El más alto registro de pasajeros en un año se obtuvo en 1949, por consecuencia de la escasez de transporte automotor. Dicho año se registraron 410.633.275 pasajeros en toda la red.

### Accidentes

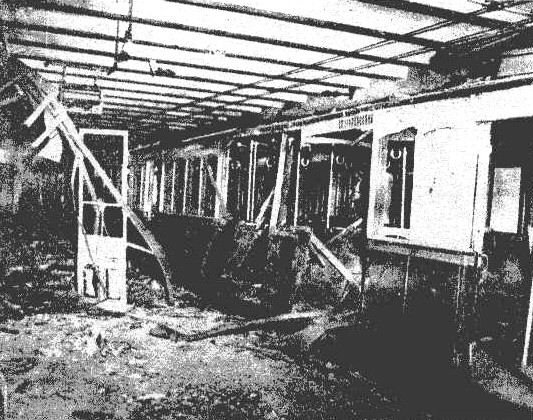
Formaciones destruidas tras el atentado terrorista del 15 de abril de 1953.

Este medio de transporte no estuvo exento de algunos incidentes, algunos de ellos graves:
| Línea | Fecha                   | Descripción | Muertos | Heridos |
| ----- | ----------------------- | --- | ------- | ------- |
|       | 15 de abril de 1953     | Atentado terrorista en la Plaza de Mayo y la estación homónima. Varios vagones quedan destrozados. | 6       | 90+     |
|       | 19 de agosto de 1968    | Choque entre dos trenes entre las estaciones Plaza Italia y Palermo. | 1       | Desc.   |
|       | 14 de enero de 1975     | Choque múltiple entre las estaciones Facultad de Medicina y Pueyrredón. | -       | 4       |
|       | 26 de marzo de 1985     | Una falla en el sistema de cambio de vías provocó el descarrilamiento de una formación Materfer que salía de Plaza Italia en sentido hacia Catedral, y terminó estrellándose contra una columna del túnel.  | 4       | 35      |
|       | 5 de febrero de 1991    | Dos trenes se embistieron en la estación Pueyrredón. | -       | 15      |
|       | 9 de agosto de 1993     | Dos formaciones impactaron cerca de la estación Ángel Gallardo. | -       | 72      |
|       | 7 de marzo de 1995      | El último vagón de un subterráneo se desprendió del convoy a la altura de la estación Dorrego y, sin frenos, continuó desplazándose por las vías hasta impactar la parte trasera del resto de la formación. | -       | 70      |
|       | 5 de septiembre de 1995 | Una formación en tránsito hacia Catedral embistió a otra que se encontraba detenida en la estación Pueyrredón.                                                                                              | -       | 49      |
|       | 7 de abril de 1999      | Una formación en tránsito hacia Catedral embistió a otra que se encontraba detenida en la estación Palermo.                                                                                                 | -       | 18      |

## Cultura
Desde sus comienzos, ha existido un compromiso con la cultura, intentando brindar espacio a las distintas disciplinas. Es así como pueden encontrarse en sus instalaciones murales originales y reproducciones, esculturas, alegorías y recuerdos. Entre destacados pintores y dibujantes pueden encontrarse reproducciones de Quino, Molina Campos, Raúl Soldi, Rodolfo Medina y Jorge Schwarz. Además se brindan espacios para eventos de música y teatro.

### Decoración y murales

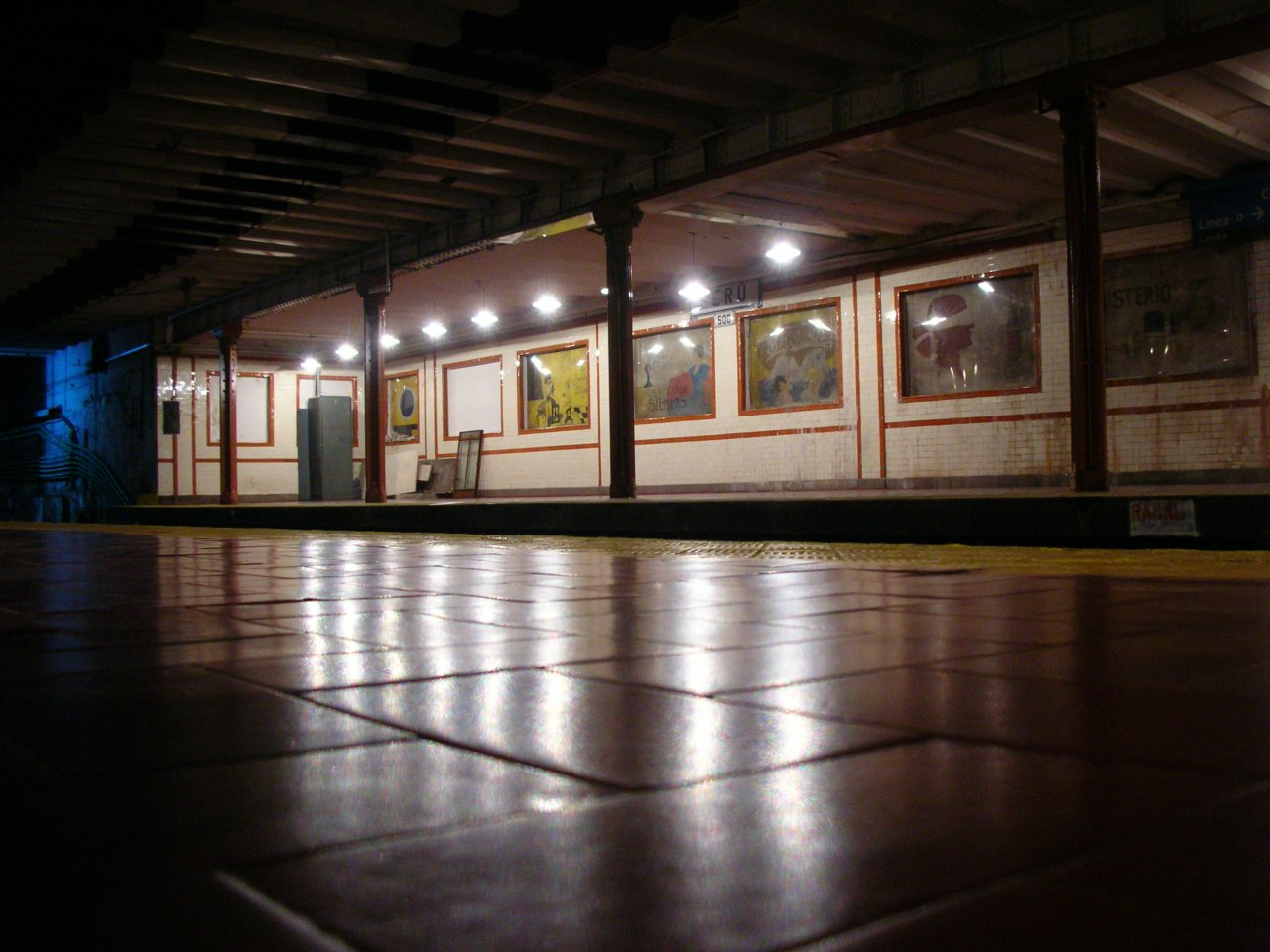
La estación Perú, ambientada, como se veía antes de 2007.

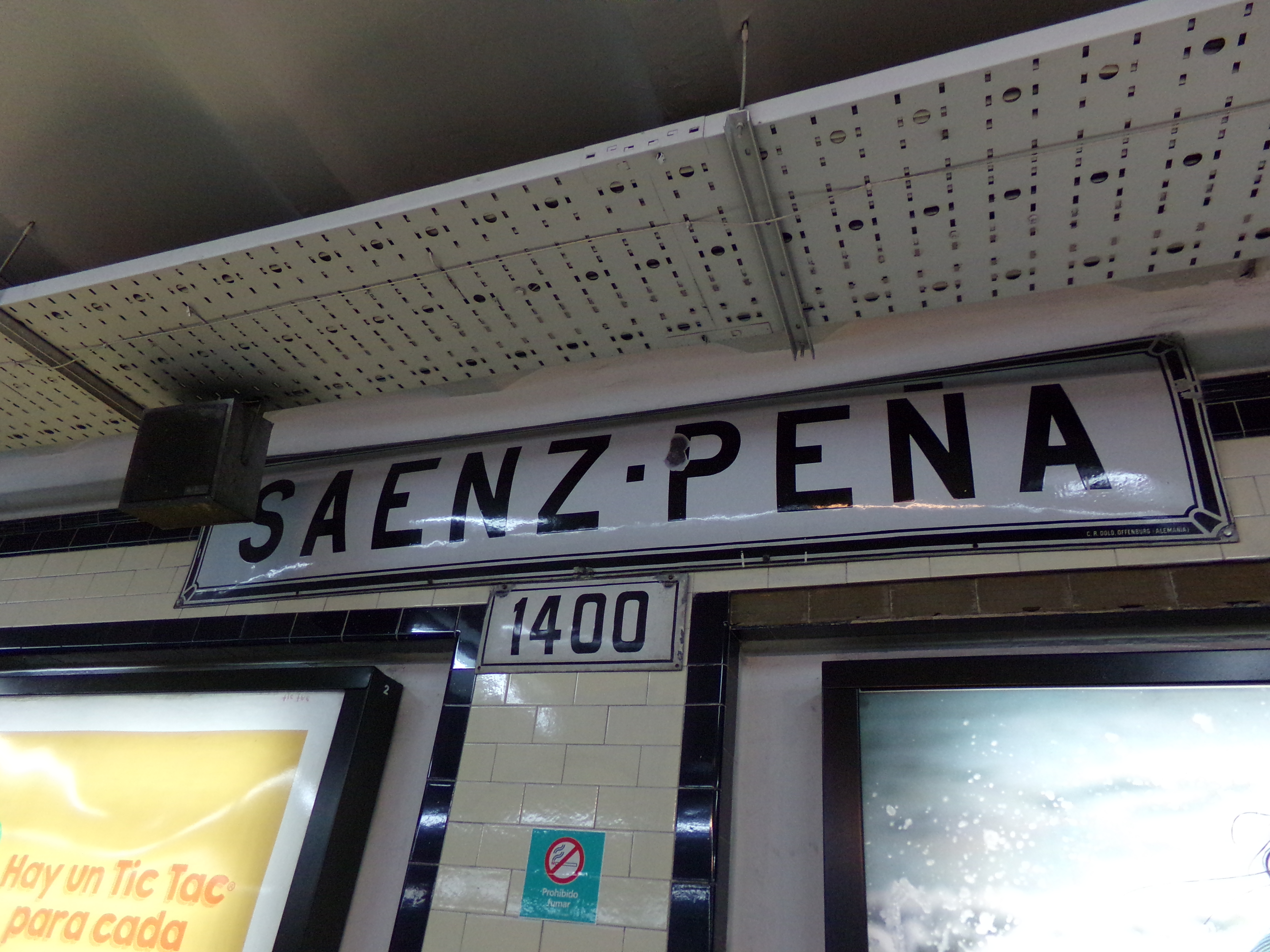
Carteles originales de la línea A restaurados

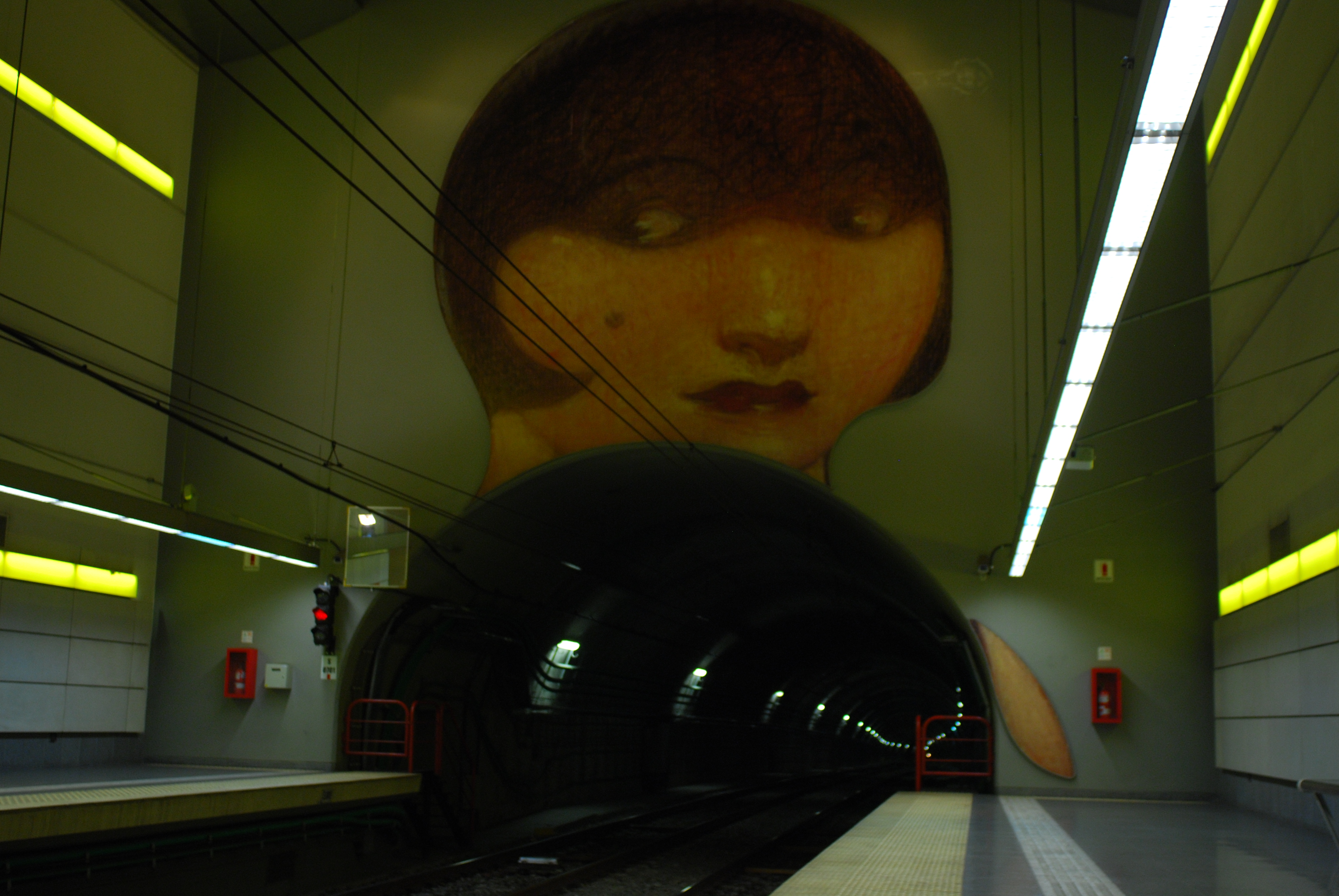
Mural en estación Venezuela de la línea H

El subterráneo porteño se ha caracterizado históricamente por la presencia de murales y otras obras artísticas en sus estaciones, consideradas parte del patrimonio cultural de la Ciudad de Buenos Aires y varias de ellas declaradas Monumento Histórico Nacional. Las estaciones de la línea A fueron decoradas con frisos de colores al construirse en 1913 y la misma iniciativa se tomó en la construcción de la línea B en 1930. La mayoría de las estaciones originales de las líneas C, D y E (1934, 1937 y 1944 respectivamente) fueron decoradas con murales y revestidas con mayólicas por iniciativa de la constructora CHADOPyF. Posteriores extensiones de la red conservaron esta tradición.
Línea 
Las 14 estaciones originales de la línea A de subterráneos ―inauguradas entre 1913 y 1914― tienen recubiertas sus paredes por azulejos blancos y decoradas con frisos de distintos colores, instalados en su momento para facilitar su reconocimiento a los pasajeros analfabetos. Junto con las estaciones originales de las líneas C, D y E, fueron declaradas Monumento Histórico Nacional en 1997 por constituir «verdaderos testimonios del espíritu cosmopolita y abierto de nuestra nacionalidad».
A pesar de no poseer murales las estaciones de la línea han cobrado valor testimonial durante sus más de 90 años de historia, lo que llevó a que durante la década de 1980 se refaccionara completamente la estación Perú para darle un aspecto similar al que tenía en sus primeros años, incluyendo las tulipas de iluminación, rejas, afiches publicitarios y demás componentes de época. Esta ambientación fue desmantelada en 2007 cuando se modernizaron las instalaciones de la línea. Se conserva asimismo la señalética original de las estaciones, que convive con instalaciones más modernas. Sí existen murales en el túnel combinatorio entre las estaciones Lima y Avenida de Mayo de la línea C. Se trata de tres realizados en 2000 por Hermenegildo Sábat de temática tanguera y uno del historietista Horacio Altuna instalado en 2002.
Línea 
Las estaciones originales de la línea B, inauguradas entre 1930 y 1931, fueron recubiertas con mayólicas y azulejos esmaltados para facilitar su identificación. Durante una serie de refacciones realizadas en la década de 1990 todos ellos fueron recubiertos por paneles grises a excepción de los carteles con los nombres de las estaciones, realizados en cerámico, que fueron tapados con pintura blanca. Las únicas excepciones fueron las estaciones Callao y Carlos Gardel, cuyas paredes fueron revestidas con baldosas de fabricación moderna. En cuanto a los murales, ninguna de las estaciones originales los tuvo, aunque se incorporaron posteriormente obras de distinta época y procedencia. Desde 1991 la mayoría de las estaciones recibieron murales de distinta temática realizados por reconocidos artistas plásticos.
La terminal Leandro N. Alem no posee ningún tipo de decoración más allá de las paredes tapadas. En el andén norte de la estación Florida existe un mural de Mariano Imposti Indart de 1998 sobre la historieta argentina Patoruzú y en Uruguay existen otros tres murales de la misma temática: en el andén norte se ubican uno de Francisco Solano López y Alberto Breccia de 1991 recuerda la obra El Eternauta ―ilustraron versiones distintas de la historieta― y otro de Roberto Fontanarrosa de 1998 reivindica su personaje Inodoro Pereyra; el tercero, de 1991, se ubica en el andén sur y pertenece al humorista Crist. En el mismo andén existe un mural realizado en 1984 como parte de una serie realizada por alumnos de escuelas primarias dependientes de la entonces Municipalidad de la Ciudad de Buenos Aires. La estación intermedia, Carlos Pellegrini, no posee decoración alguna.
Siguiendo el recorrido hacia el norte, Callao posee en su andén sur dos murales de 1991 sin títulio, uno de Daniel Kaplan y otro de Héctor Meana. La estación Pasteur - AMIA no presenta murales y, como las demás estaciones, tiene sus paredes tapadas. Pueyrredón tiene un solo mural en su andén sur, Los elementos, realizado por Juan Doffo en 1991. La estación siguiente, Carlos Gardel, posee cinco murales: en el andén norte un mural de Andrés Compagnucci homenajea al célebre cantante de tango y en el andén sur otro del mismo autor reproduce la fachada del Mercado de Abasto de Buenos Aires, ubicado en las afueras de la estación; ambos fueron realizados en 2000. En el vestíbulo de la estación hay dos murales realizados en 1998 por Carlos Páez Vilaró de temática gardeliana y un filete realizado por León Untroib en 2000. Completa la decoración un mural infantil instalado en el andén norte en 1984.
Durante la década de 2010, las estaciones que no contaban con murales fueron ilustradas por numerosos artistas, destacándose una verdadera exposición artística en la estación Pasteur-AMIA, usando como temática el Atentado a la sede mutual judía ocurrida el 18 de julio de 1994.
Las siguientes cinco estaciones presentan una estructura común sin vestíbulo ―entre Leandro N. Alem y Carlos Gardel todas tienen un nivel intermedio de boleterías― y con paredes tapadas. El andén norte de la estación Medrano está decorado con un mural infantil de 1984 y otro sin título realizado en 1991 por Ricardo Roux, mientras que en el andén sur se instaló el mismo año un mural de Juan Pablo Renzi y Arturo Holzer que lleva por título Durante la criminal guerra del Golfo.
Ángel Gallardo sólo posee dos murales de 1991 en su andén sur, Flores de mi país, de Margarita Paksa y uno sin título de Marcia Schvartz.
Malabia tiene un mural en el andén norte que no consta en la base de datos de murales oficial.
En la estación Dorrego hay cuatro murales de 1991; el andén norte está acaparado por la obra A tres niñas argentinas inmoladas, Jimena Hernández, Nair Mostafá y María Soledad Morales de Mildred Burton, en tanto que al andén sur lo decoran murales de Scafidi, Cáceres (Canto de amor para América Latina) y Cambré (El duende está en cada movimiento de nuestras vidas). La estación que fuera terminal por más de 70 años, Federico Lacroze, posee en su andén sur el mural El desatino de Gustavo Grünig, realizado en 1991, y uno sin título del 2000, obra de Emma Gargiulo.
Pasando a la extensión inaugurada en 2003, en la estación Tronador se encuentran 18 vitrales con imágenes históricas del barrio de Villa Ortúzar realizados en el taller de Roberto José Soler. La estación Los Incas, está decorada con motivos precolombinos y 16 murales de cerámica con motivos que evocan las culturas indígenas americanas realizados por Damián Dillon y María Eggerslan.
Línea 
La línea C, conocida como Línea de los Españoles, tiene en sus estaciones Lavalle, Diagonal Norte, Avenida de Mayo, Moreno, Independencia y San Juan murales alusivos a los diferentes paisajes de España y mayólicas con motivos relacionados. Las cabeceras Retiro y Constitución, así como la estación General San Martín ―inaugurada con posterioridad al resto de la línea― están decoradas con murales más recientes y heterogéneos.
Línea 
Las estaciones más antiguas de la línea poseen dos murales en cada estación, enfrentados en ambos andenes; y muchos de ellos formulan una comparación entre escenas referentes a los mismos paisajes y lugares, pero mostrando a su vez el progreso que vivía la Argentina a principios del siglo XX, ya que uno de los murales muestra la escena de la década de 1830, el otro contrapone el mismo lugar 100 años después. Sus autores fueron Rodolfo Franco (estaciones Catedral, Tribunales, Agüero y Scalabrini Ortiz) y Alfredo Guido (estaciones 9 de Julio, Facultad de Medicina y Bulnes).
La Estación Palermo cuenta con un mural del español, radicado en Argentina, Rafael Cuenca Muñoz.
La estación Plaza Italia es un caso especial pues cuenta con dos murales de Benito Quinquela Martín en cemento coloreado (realizados por Constantino Yuste) en el piso del andén central. En las cabeceras de los andenes se ubican reproducciones en cerámica de obras de Fray Guillermo Butler. En el hall de la misma estación, con salida a calle Thames, hay tres murales cerámicos con imágenes de las misiones Jesuíticas de Leonie Mathis. En el Hall con salida a Gurruchaga hay un mural de Jose Mille. Finalmente en ambos halls se realizó en el año 2014 una intervención por el artista contemporáneo Marino Santa María.
Compartiendo esta característica con la línea E, construida por la misma empresa poco tiempo después, la línea D tiene cada estación decorada con azulejos esmaltados de colores característicos y distintivos que no se repiten.
Las estaciones más recientes no respetan ni el estilo de decoración original ni la temática de sus murales, sino que adoptan las propias. La estación José Hernández está ornamentada con murales en homenaje al artista Raúl Soldi. En la estación Juramento, en el barrio de Belgrano, de la línea D fue denominada Estación Cultural. Allí se encuentra, entre otros objetos decorativos, un mural del crucero ARA General Belgrano en el andén a Catedral, y del andén contrario otro mural pero representativo de la guerra de la Triple Alianza. La actual terminal, Congreso de Tucumán posee bustos en homenaje a distintos próceres patrios.
Línea 
Las estaciones del tramo Entre Ríos - General Urquiza están decoradas con murales temáticos instalados en sus andenes por su constructora la CHADOPyF. En la estación Entre Ríos se pueden ver murales sobre el avance de la población hacia la Patagonia. En la estación Pichincha, muestran paisajes de la provincia homónima en Ecuador. En la estación Jujuy los murales homenajean las actividades económicas y la historia de dicha provincia. En la estación General Urquiza se puede ver escenas de la batalla de Caseros y la entrada triunfal del ejército de las Provincias Unidas en Buenos Aires, el 19 de febrero de 1852.
Algunas estaciones posteriormente inauguradas también tienen murales decorativos: en la estación Belgrano, se pueden observar en uno de sus andenes un austero mural con los colores de la Bandera de la República Argentina. En la estación Boedo hay un mural que muestra en arte moderno la época colonial, y otro con una escena de niños jugando. La estación José María Moreno posee en su vestíbulo un mural en homenaje a dicho político del siglo XIX; y Medalla Milagrosa, una escena nocturna en la que el subte avanza bajo el barrio.
Las estaciones del tramo Emilio Mitre - Plaza de los Virreyes poseen una decoración más austera y no fueron adornados con murales en sus andenes.
Línea 
Esta línea inaugurada en octubre de 2007 se caracteriza por tener murales dedicados a artistas del tango en todas sus estaciones. Sus cabeceras son las estaciones Facultad de Derecho, en el cruce de las avenidas Pueyrredón y Figueroa Alcorta y la estación Hospitales, en el barrio de Parque Patricios.
Sus futuras cabeceras serán la estación Retiro y Sáenz, en el barrio de Nueva Pompeya.

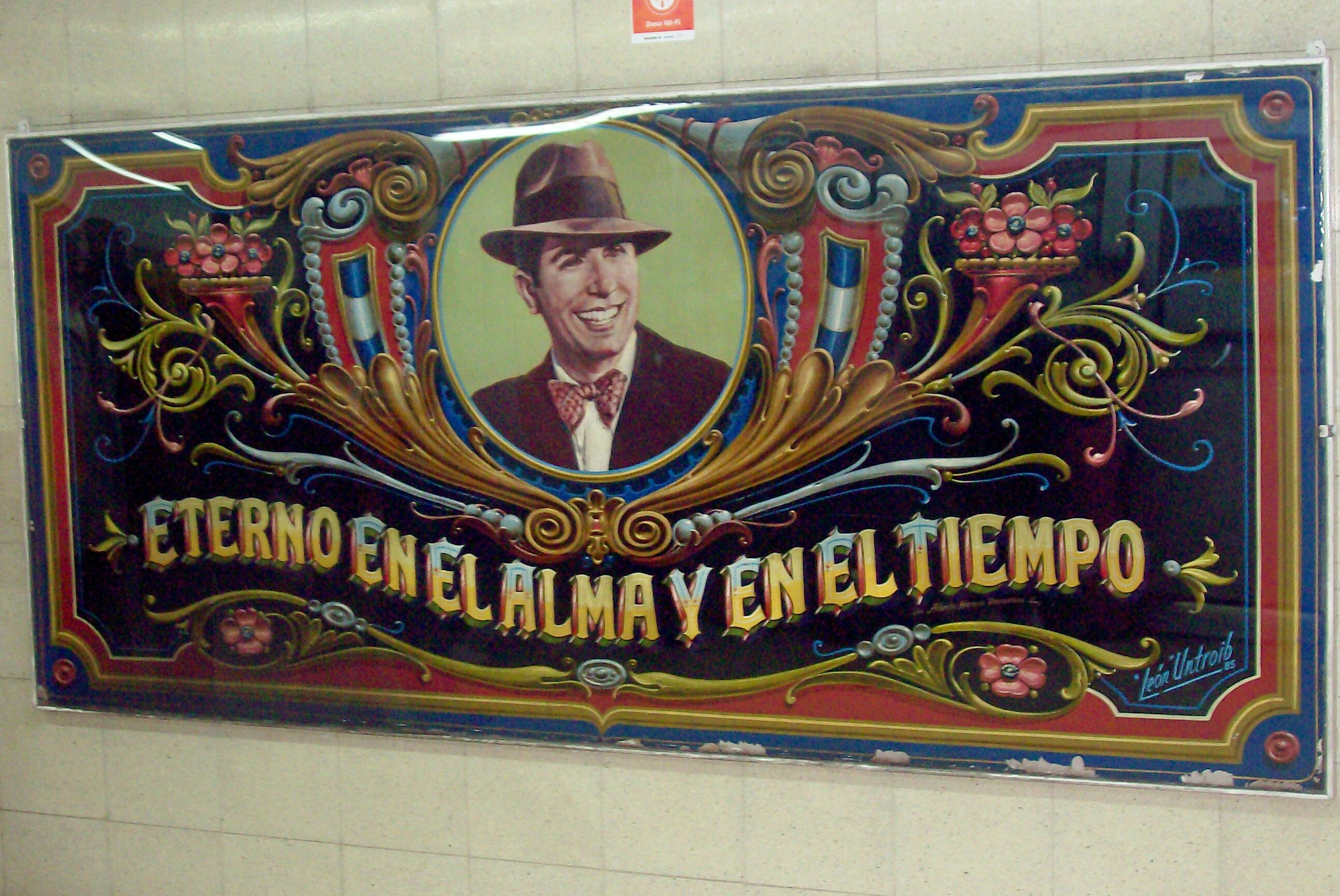
Fileteado en Carlos Gardel
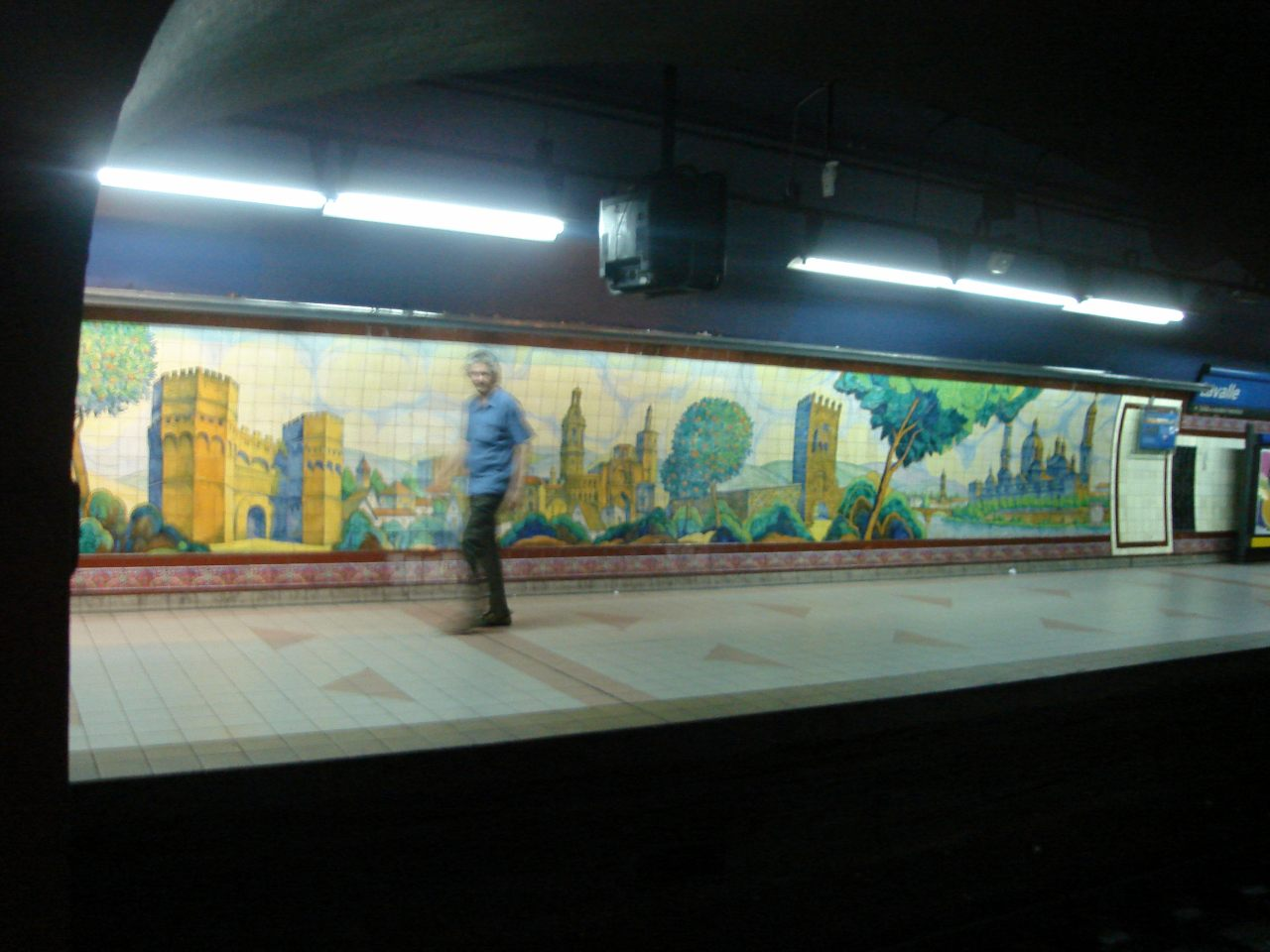
Lavalle de la Línea C
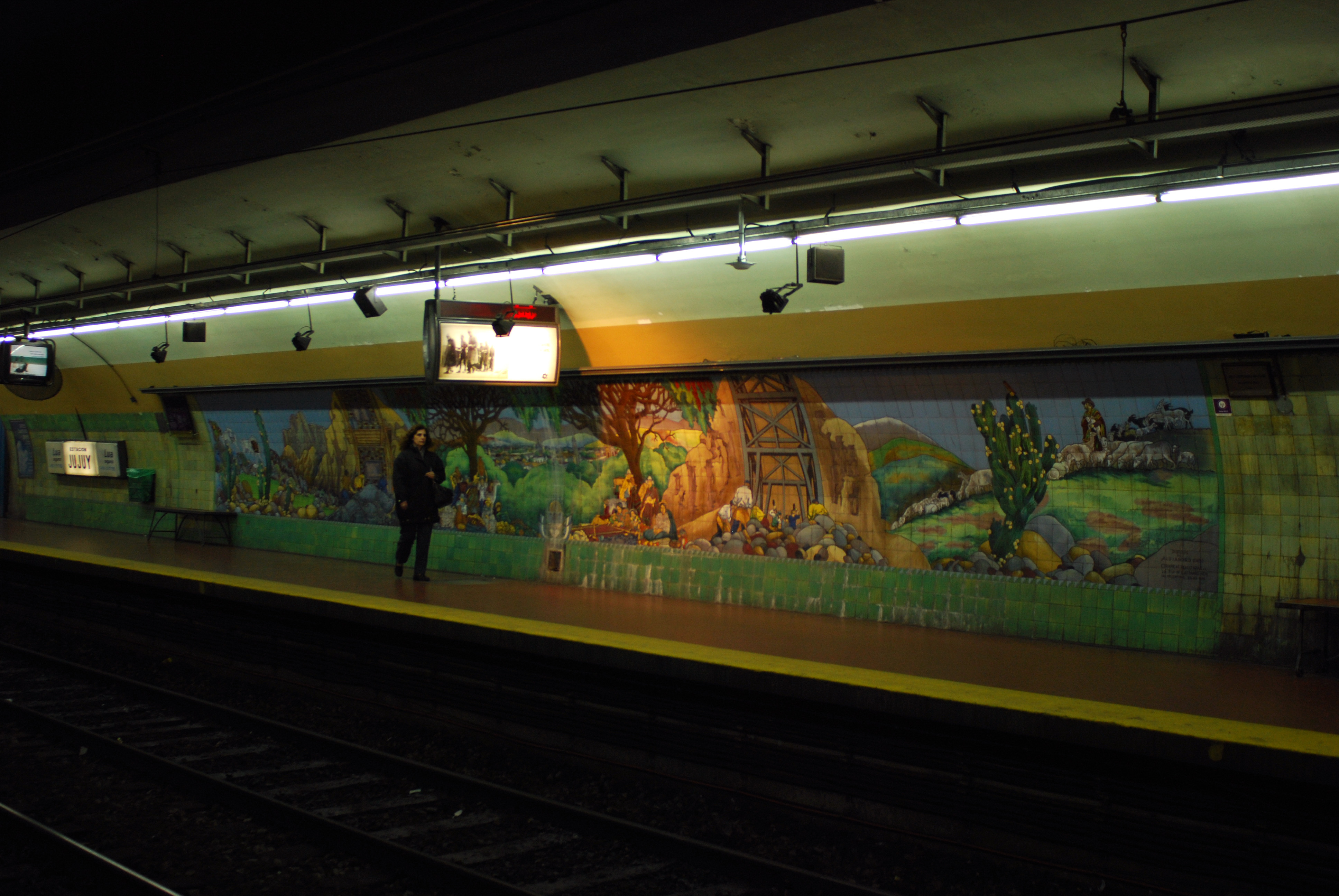
Jujuy de la Línea E

### Nombres de estaciones
A la Avenida Canning, que tenía ese nombre desde 1893 en honor al político inglés George Canning, quien propuso en 1825 reconocer la Independencia Argentina, se le cambió la nomenclatura el 31 de mayo de 1974 por la del destacado nacionalista Raúl Scalabrini Ortiz. En 1976 la dictadura militar revirtió el cambio de nombre, recuperándose el de Scalabrini Ortiz el 29 de diciembre de 1985. Las estaciones antiguamente conocidas como Canning, de las líneas B y D cambiaron sus nombres; la primera, que posee los accesos peatonales entre esta avenida y la siguiente calle Malabia, cambió su nombre al mismo tiempo que la avenida para convertirse en la estación Malabia, mientras que la de la línea D tomó el nuevo nombre de la avenida,  Scalabrini Ortiz.
La vieja estación Agüero de la línea B fue denominada Carlos Gardel debido a la presencia de la que fuera la casa del legendario cantor de tangos homónimo en sus proximidades, mientras que la estación homónima de la línea D conservó su nombre.
En 2006 se abrió un debate acerca del nombre de la estación Malabia, puesto que ese es el apellido de un diplomático boliviano de antaño. Los vecinos del barrio de Villa Crespo pretendían su modificación a Osvaldo Pugliese. El reclamo no prosperó debido a que el renombramiento no tenía relación con ninguna calle o punto estratégico próximo, lo que dificultaría la ubicación de los pasajeros del subte con respecto a la superficie hasta fines del año 2009, cuando la estación cambia su nombre a Malabia-Osvaldo Pugliese
Tras la tragedia ocurrida en el local nocturno Cromañón y al cumplirse 10 años de la misma, a la Estación Once de la Línea H se le agregó la fecha de dicho siniestro al nombre, 30 de diciembre. Meses antes y por el 20.º aniversario del Atentado a la AMIA, la estación Pasteur de la Línea B fue renombrada como Pasteur-AMIA
Años después, organizaciones Peronistas presentaron un proyecto para renombrar dos estaciones de la Línea E, el cual fue aprobado por la Legislatura de la Ciudad. Dichas estaciones son Entre Ríos-Rodolfo Walsh y Plaza de los Virreyes-Eva Perón. También se aprobó el renombramiento de dos estaciones de la Línea H, una solicitada por la comunidad islámica: Inclán-Mezquita Al Ahmad y otra por la comunidad Homosexual Argentina en memoria de su primer presidente: Santa Fe-Carlos Jáuregui.

### Hallazgos paleontológicos

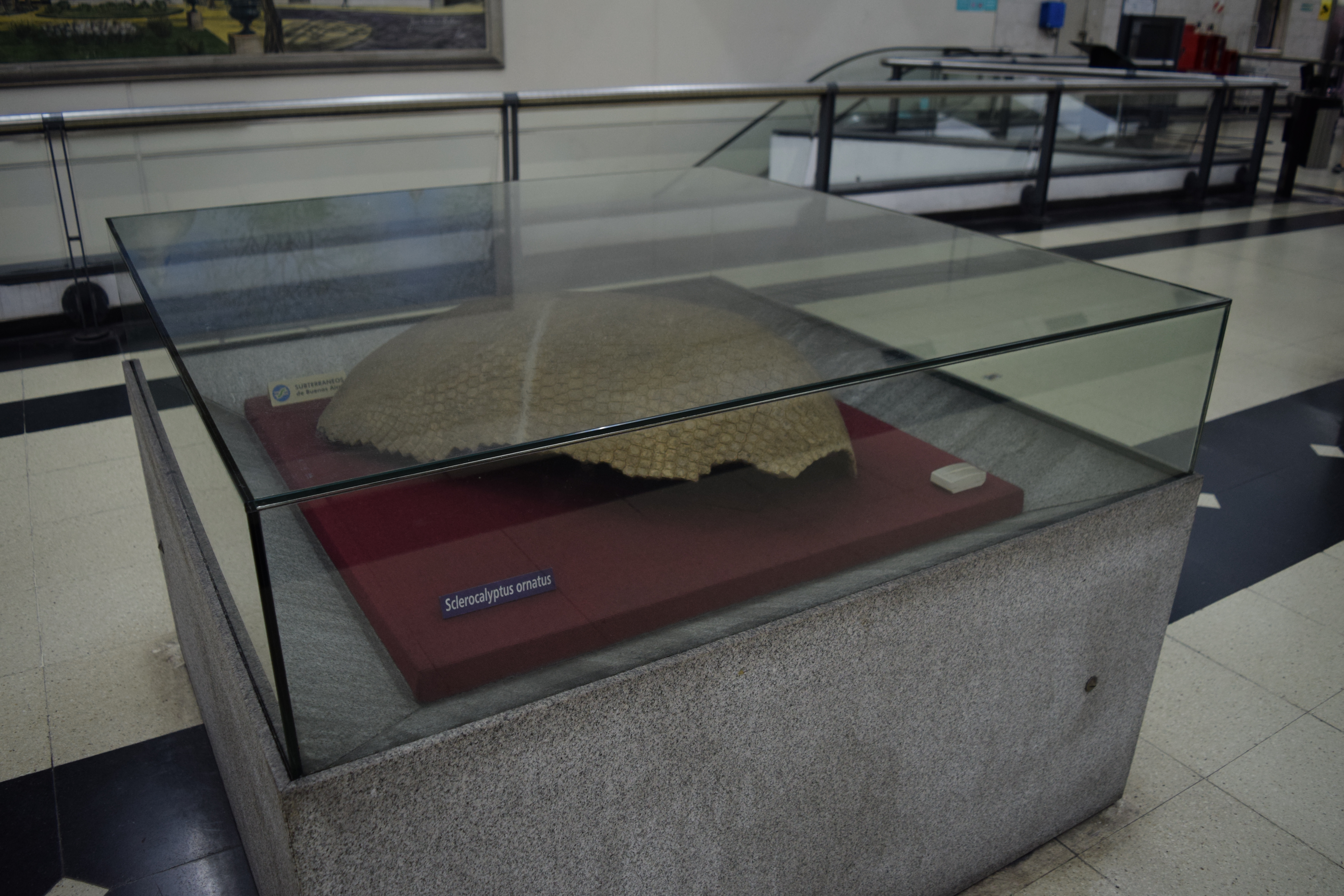
Restos de un gliptodonte en la estación Juramento de la línea D.

En 1930 se encontraron restos de mamut y de mastodonte en las excavaciones de la línea B. Restos de gliptodontes, tanto en la excavación de la extensión de la línea D, como en la última extensión de la línea B. Los restos encontrados en la línea D son expuestos en la estación Juramento de la misma. Los 3 gliptodontes encontrados en la línea B son expuestos en la estación Tronador. Todos estos hallazgos fueron supervisados por las universidades de La Plata y de Buenos Aires.

## Tecnología
SubTV

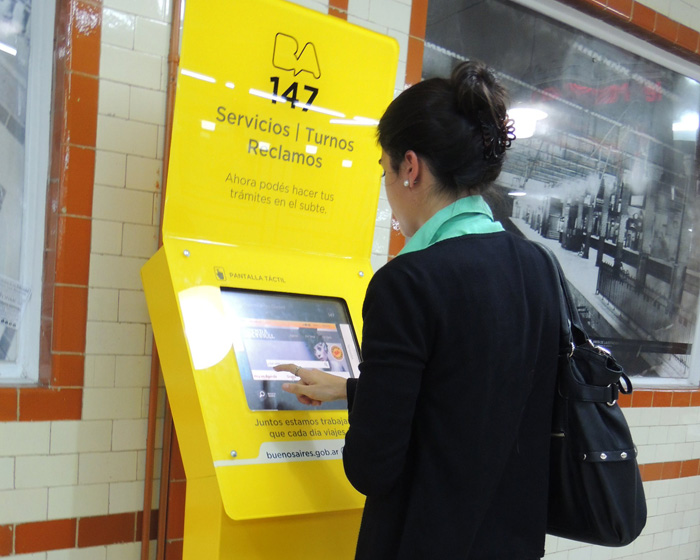
Terminal interactiva ubicada en la estación Perú de la Línea A del subterráneo.

Las estaciones de subterráneos de Buenos Aires cuentan con una red cerrada de televisión denominada SubTV, que sirve principalmente para emitir publicidad a los pasajeros que esperan el tren. También transmite informativos, fragmentos de videos musicales y microprogramas de interés general. En el extremo inferior de la pantalla suministra además información acerca del estado del servicio.
Carteles informativos de estado
A mediados de 2006 se incorporó a muchos accesos del subte un cartel electrónico que informa acerca del estado del subte. La letra verde indica que la línea está en buen estado, la letra verde parpadeando indica que hay demoras en la línea o servicio reducido y el fondo rojo indica que la línea se encuentra interrumpida. Las primeras estaciones en poseer este cartel fueron Plaza Italia de la Línea D y todas las estaciones de la Línea C. Con la inauguración de la Línea H, los carteles incorporaron dicha línea, y se incorporaron dichos carteles en toda la red.
BA WiFi
A partir de abril de 2007 se habilitó una red Wi-Fi que permite navegar en forma libre y gratuita por Internet en todas las estaciones de la red.
Terminales interactivas
En el año 2013 se instalaron terminales interactivas, las mismas funcionan con pantalla táctil y a través de ellas pueden realizarse consultas, trámites, turnos, entre otros. Se estiman 230 consultas diarias.
Asimismo, en el 2017 se habilitaron terminales electrónicas en las principales estaciones de la red para la carga de saldo en la tarjeta SUBE.
Servicio «Próximo Subte»
Es un sistema que informa en cuánto tiempo llegará la próxima formación a la estación. Esto es posible mediante una red de comunicación de fibra óptica y una plataforma especialmente desarrollada para decodificar la información del sistema de señales y calcular los tiempos de arribo de las formaciones a cada uno de los andenes. Ya funciona para las líneas A, B, C, D y E y próximamente se incorporará la Línea H.